# Franciaország legszebb falvai

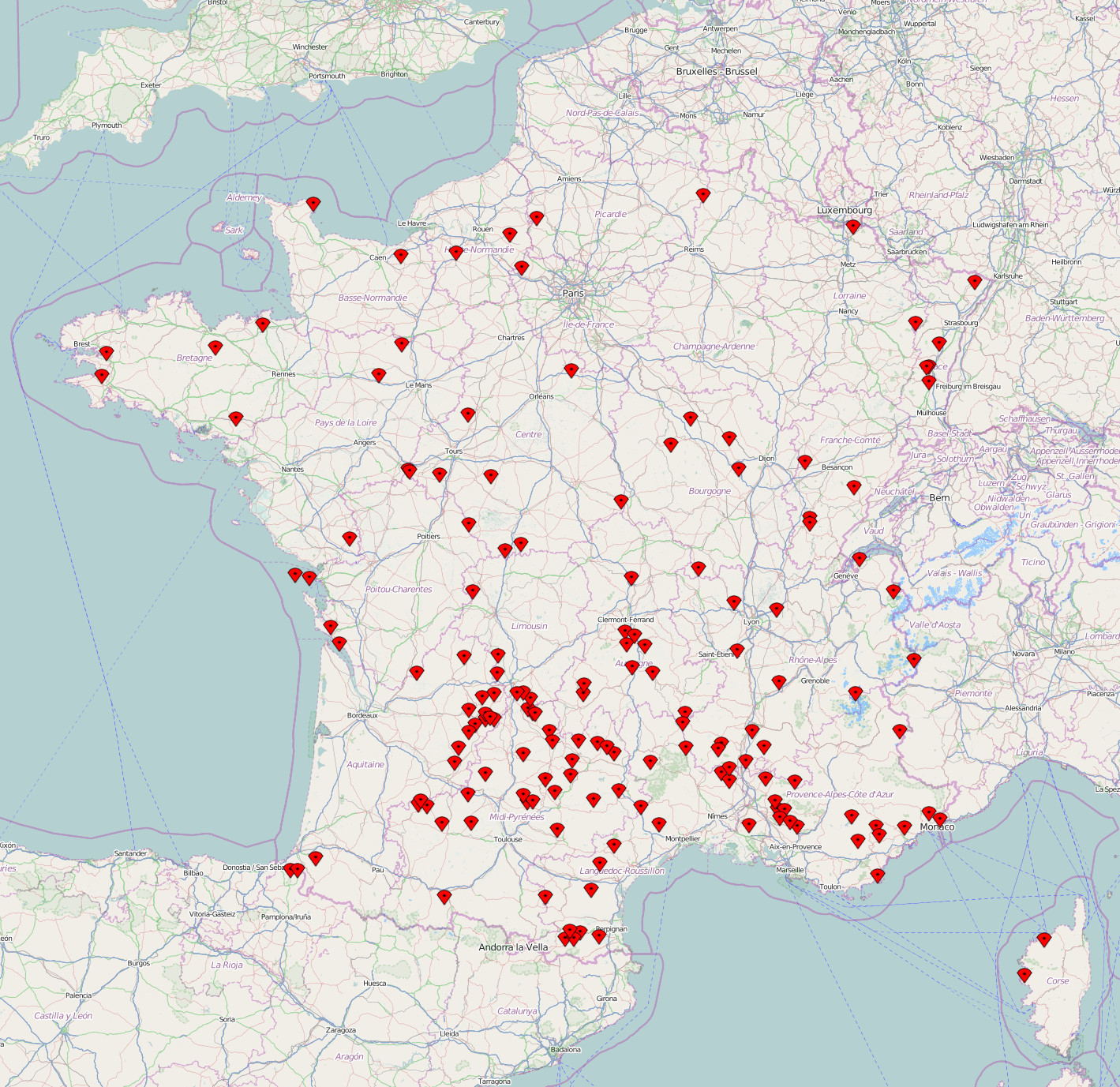
A legszebb falvak a 2014-es lista alapján

A Franciaország legszebb falvai (Les Plus Beaux Villages de France) egy független szervezet, amelyet 1982-ben hoztak létre a gazdag kulturális örökséggel és a festői látképpel rendelkező kis vidéki falvak turisztikai vonzerejének támogatására. 2016 szeptemberében 156 falu tartozik hozzá. Kritériumok alapján döntik el, hogy melyik falu érdemes a címre és csak 2000 fő alatti független község vagy egy község (communauté de communes) része kerülhet fel a listára.

## Lista

### Elzász

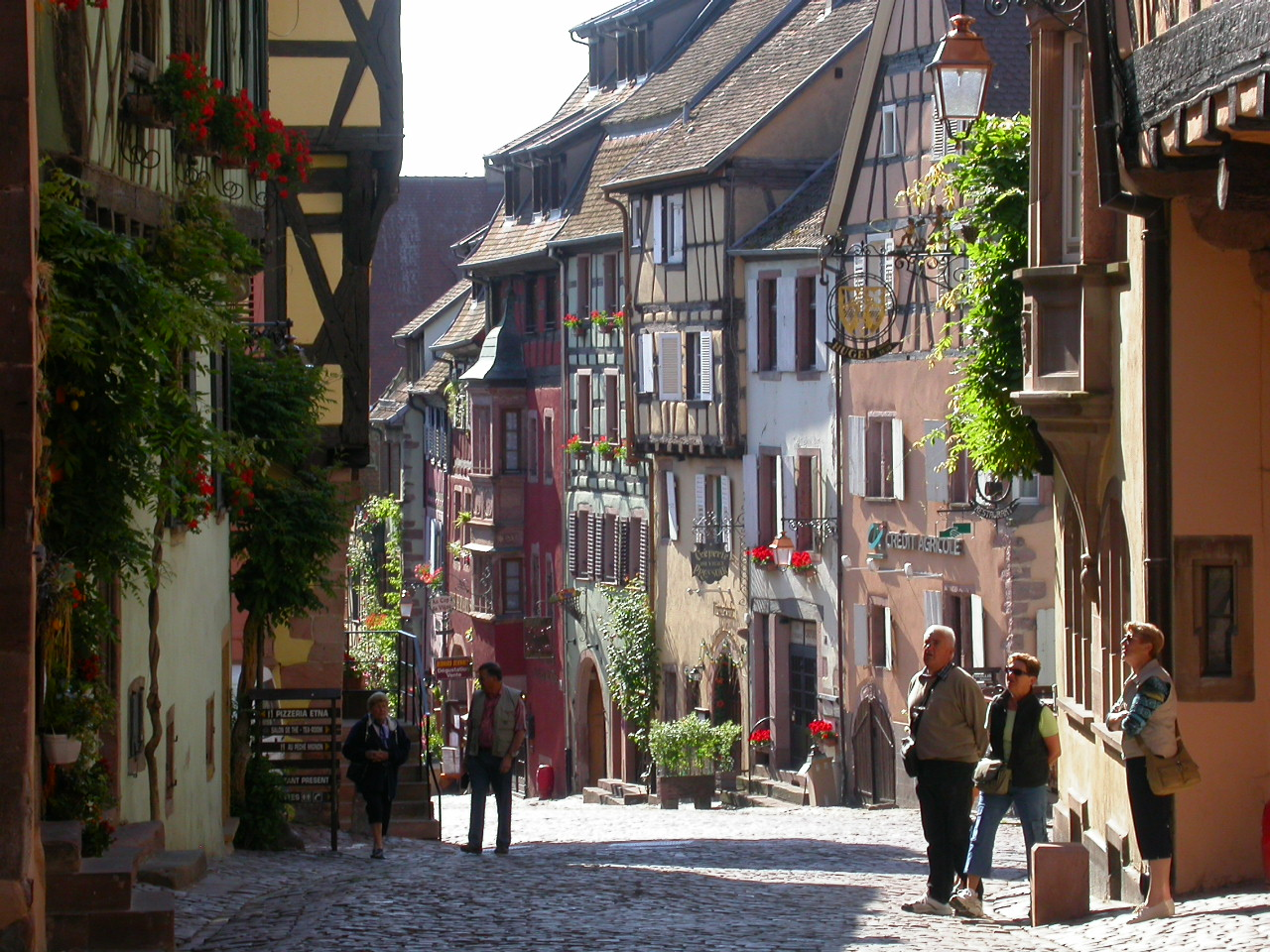
Riquewihr Elzászban

- Bas-Rhin
  - Hunspach
  - Mittelbergheim
- Haut-Rhin
  - Eguisheim
  - Hunawihr
  - Riquewihr

### Aquitaine (Akvitánia)

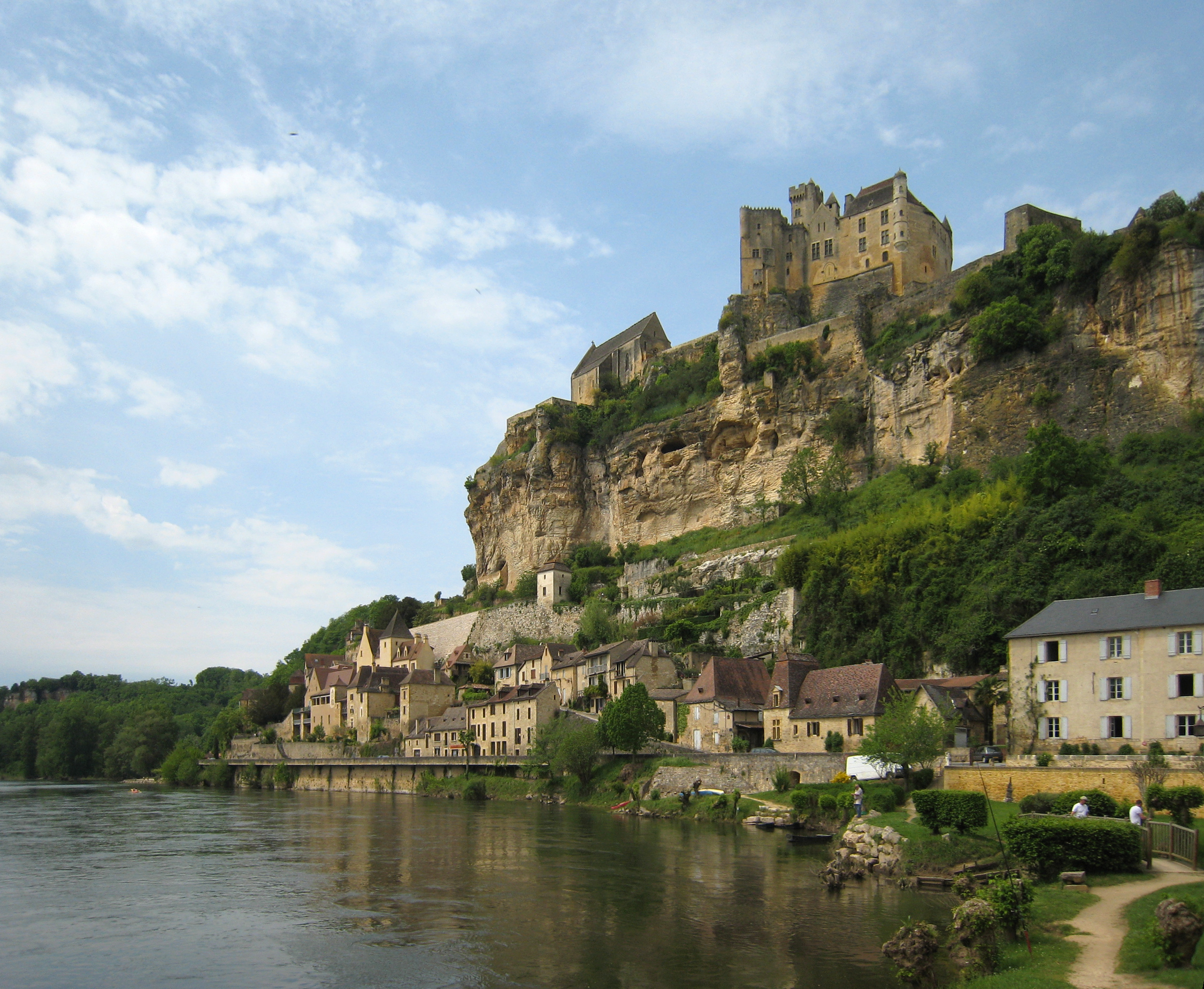
Beynac-et-Cazenac, Dordogne

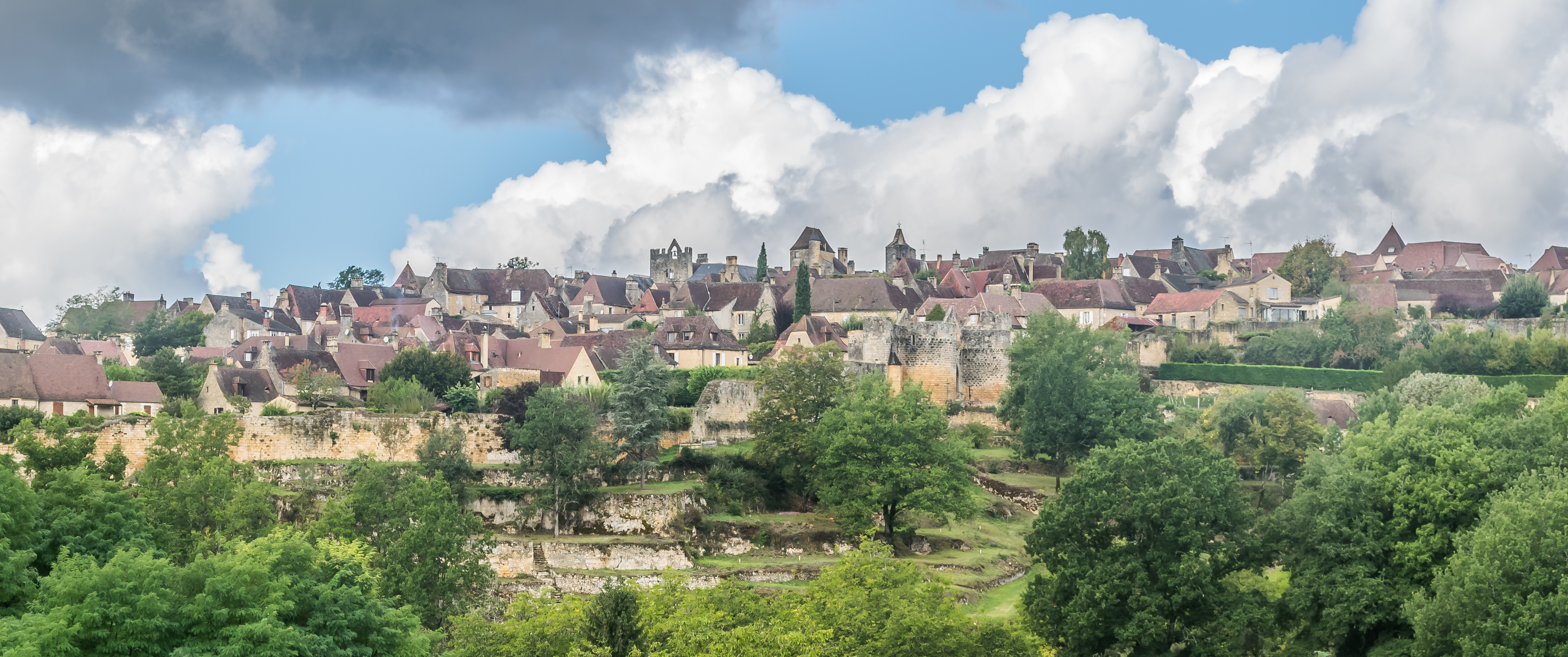
Domme

- Dordogne
  - Belvès
  - Beynac-et-Cazenac
  - Castelnaud-la-Chapelle
  - Domme
  - La Roque-Gageac
  - Limeuil
  - Monpazier
  - Saint-Amand-de-Coly
  - Saint-Jean-de-Cole
  - Saint-Léon-sur-Vézère
- Lot-et-Garonne
  - Monflanquin
  - Pujols-le-Haut ( Pujols község)
- Pyrénées-Atlantiques
  - Ainhoa
  - La Bastide-Clairence
  - Navarrenx
  - Sare

### Auvergne

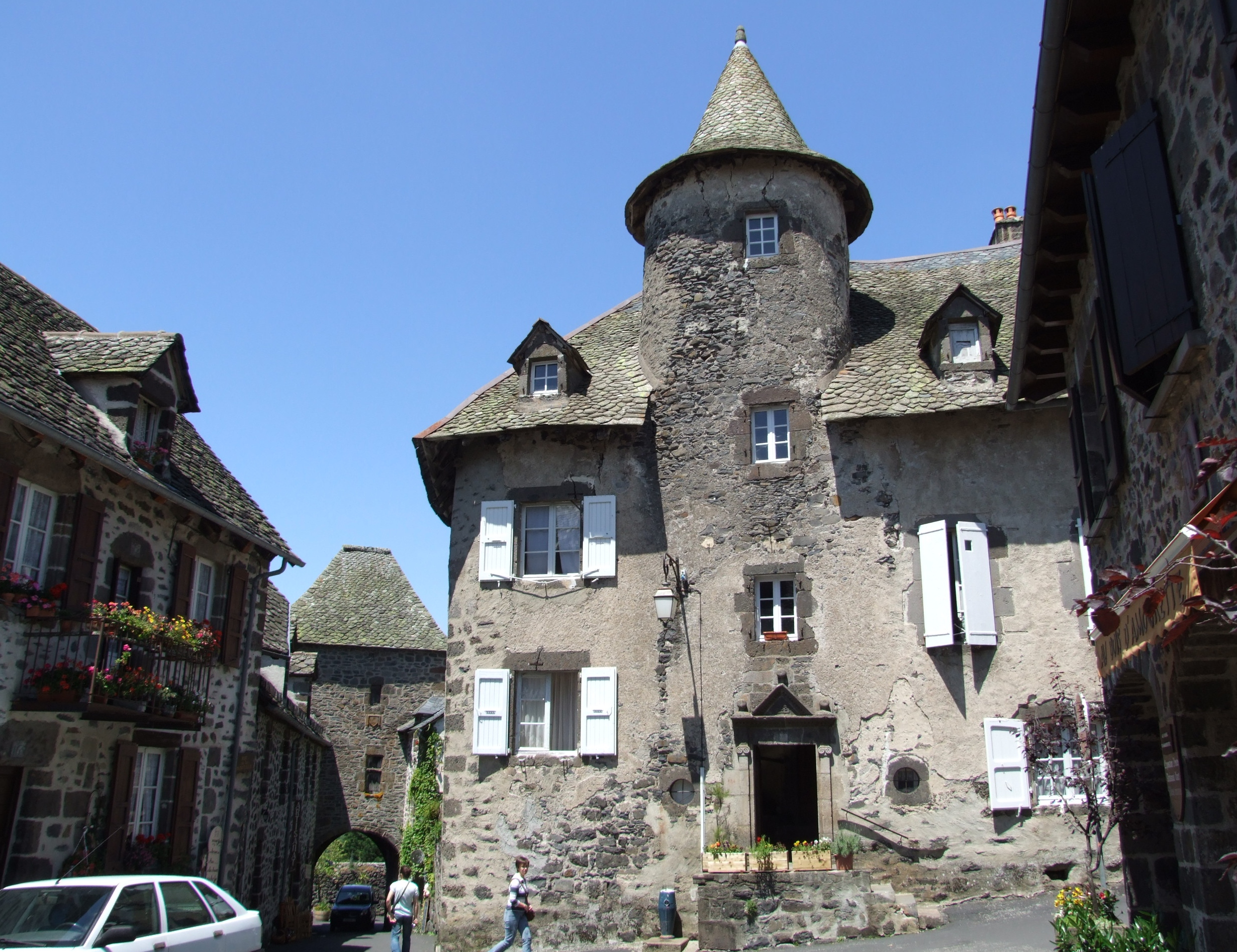
Salers Auvergne

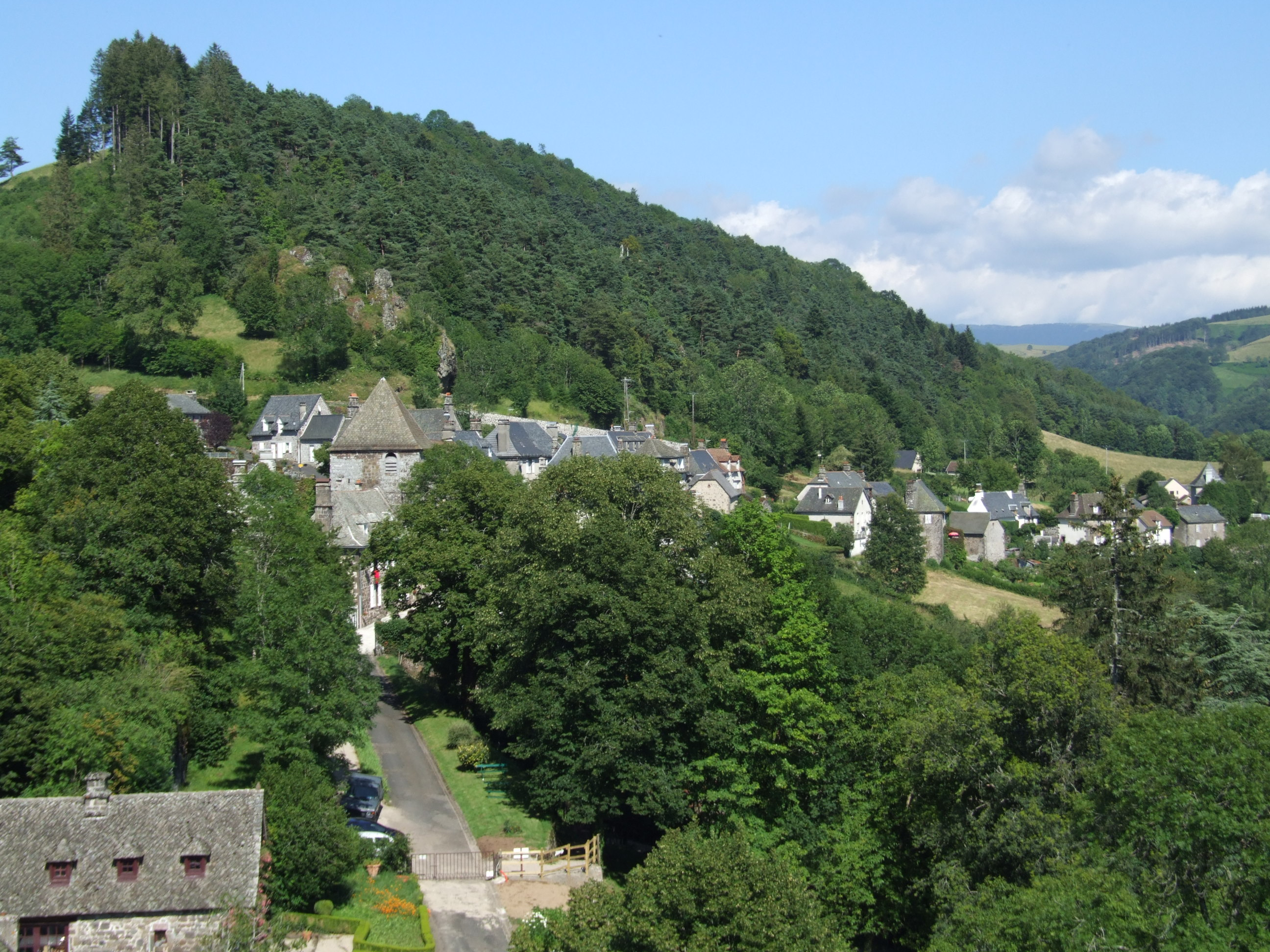
Tournemire, Cantal

- Allier
  - Charroux
- Cantal

- - Salers
  - Tournemire
- Haute-Loire
  - Arlempdes
  - Blesle
  - Lavaudieu
  - Pradelles
- Puy-de-Dome
  - Montpeyroux
  - Saint-Floret
  - Saint-Saturnin
  - Usson

### Bretagne

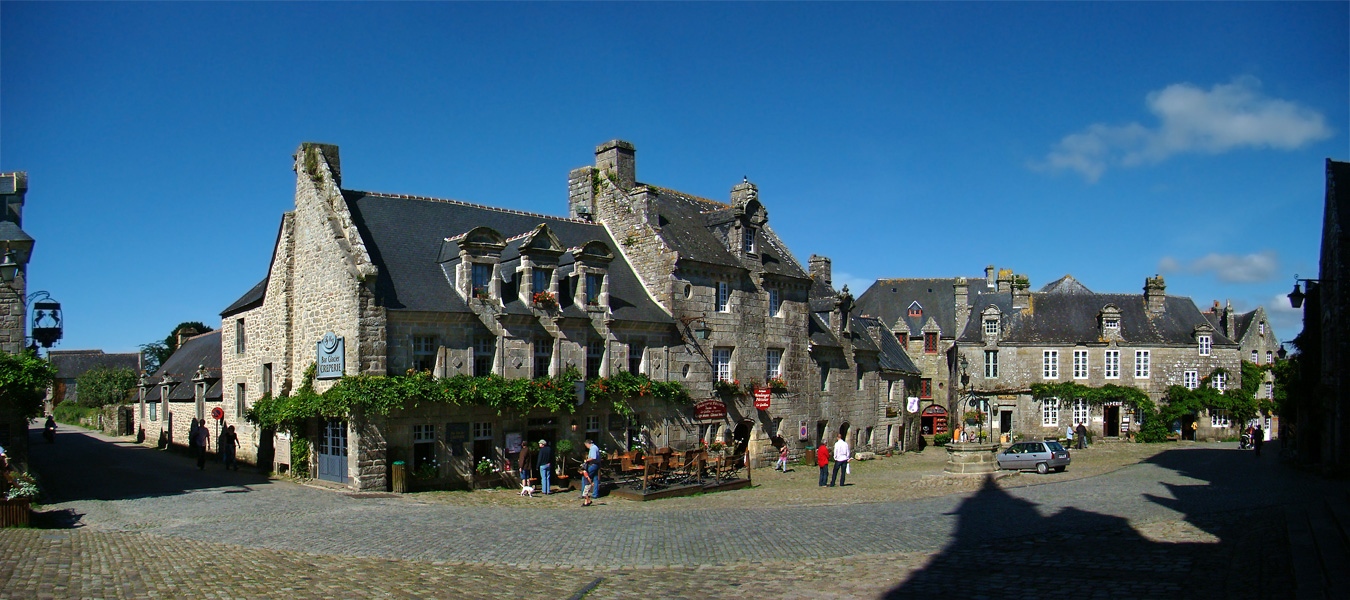
Locronan Finistère-ben

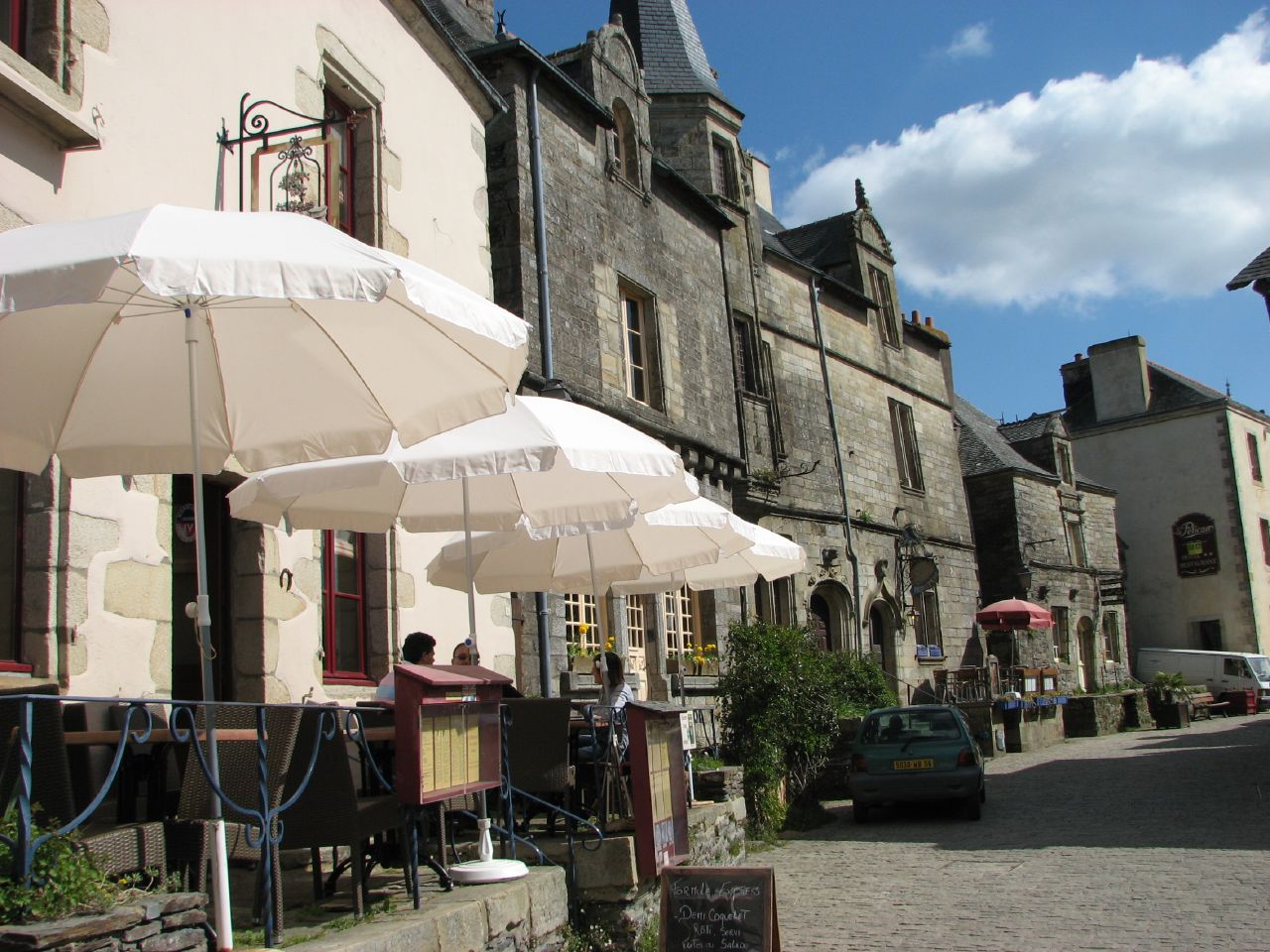
Rochefort-en-Terre

- Côtes d'Armor
  - Moncontour
- Finistère
  - Le Faou
  - Île-de-Sein
  - Locronan
- Ille-et-Vilaine
  - Saint-Suliac
- Morbihan
  - Rochefort-en-Terre

### Burgundia

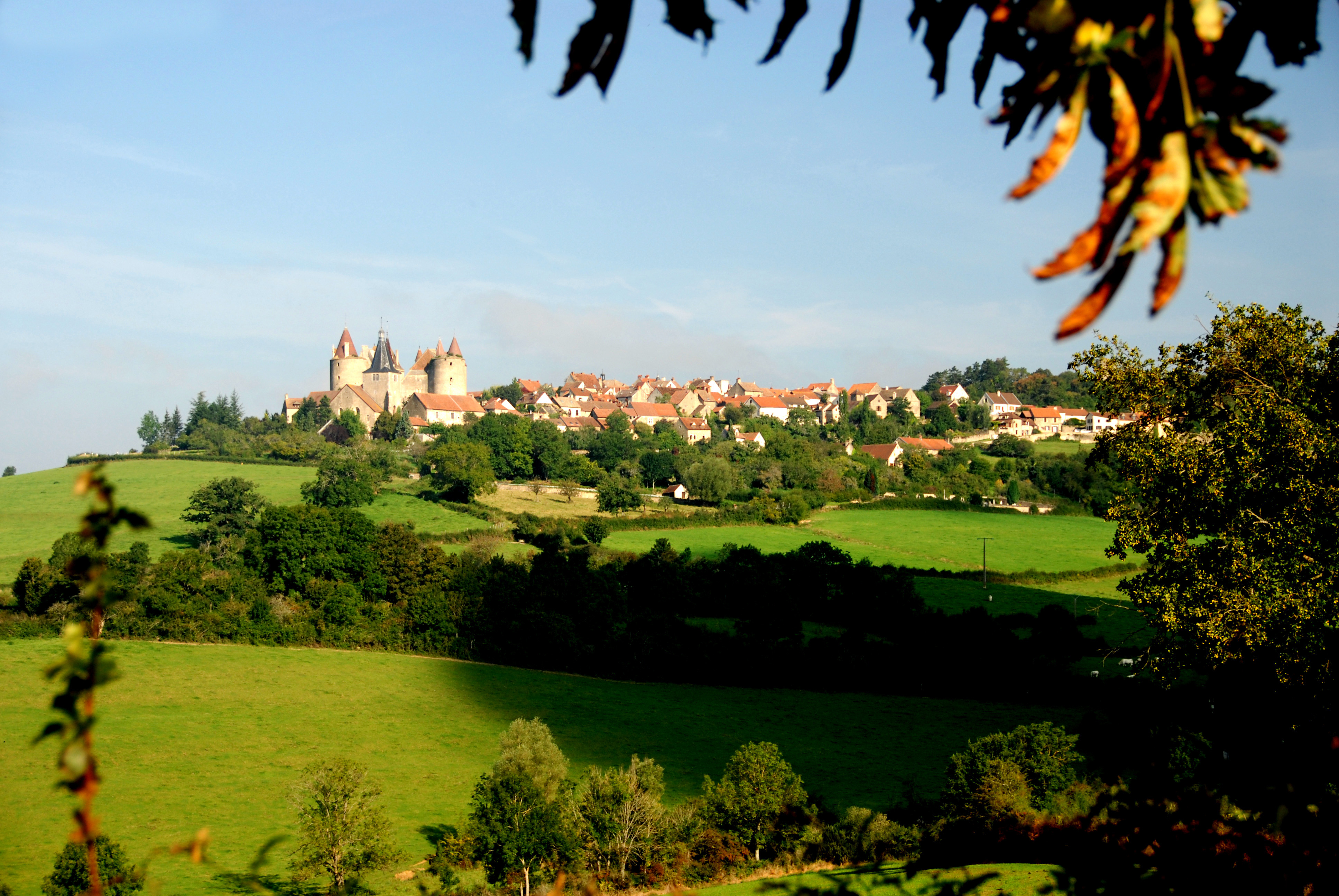
Châteauneuf, Côte-d'Or

- Côte-d’Or

- - Châteauneuf-en-Auxois
  - Flavigny-sur-Ozerain
- Saône-et-Loire
  - Semur-en-Brionnais
- Yonne
  - Noyers
  - Vézelay

### Közép-Franciaország
- Cher
  - Apremont-sur-Allier
- Indre
  - Gargilesse-Dampierre
  - Saint-Benoît-du-Sault
- Indre-et-Loire
  - Candes-Saint-Martin
  - Crissay-sur-Manse
  - Montrésor
- Loir-et-Cher
  - Lavardin
- Loiret

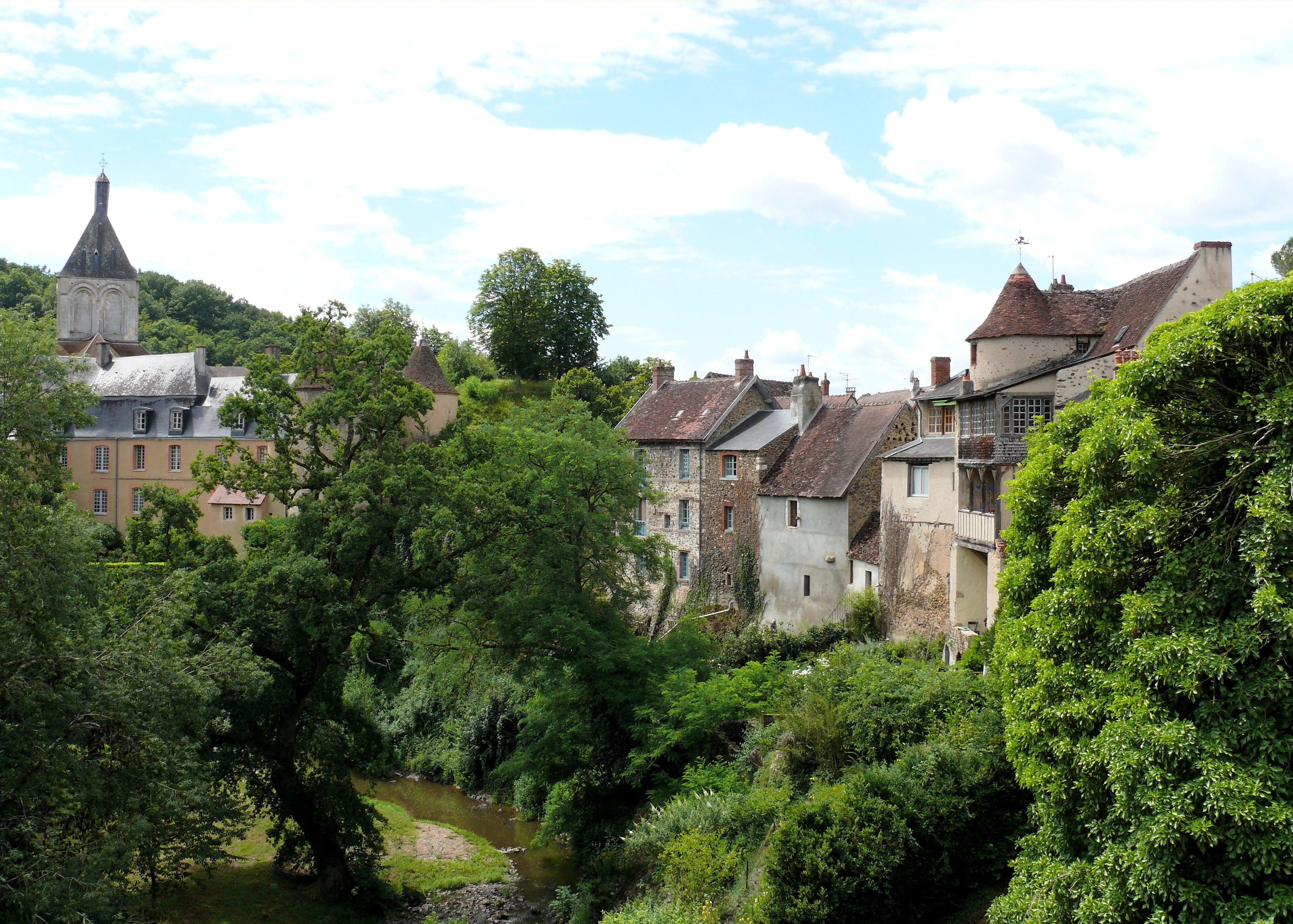
Gargilesse-Dampierre Berryben

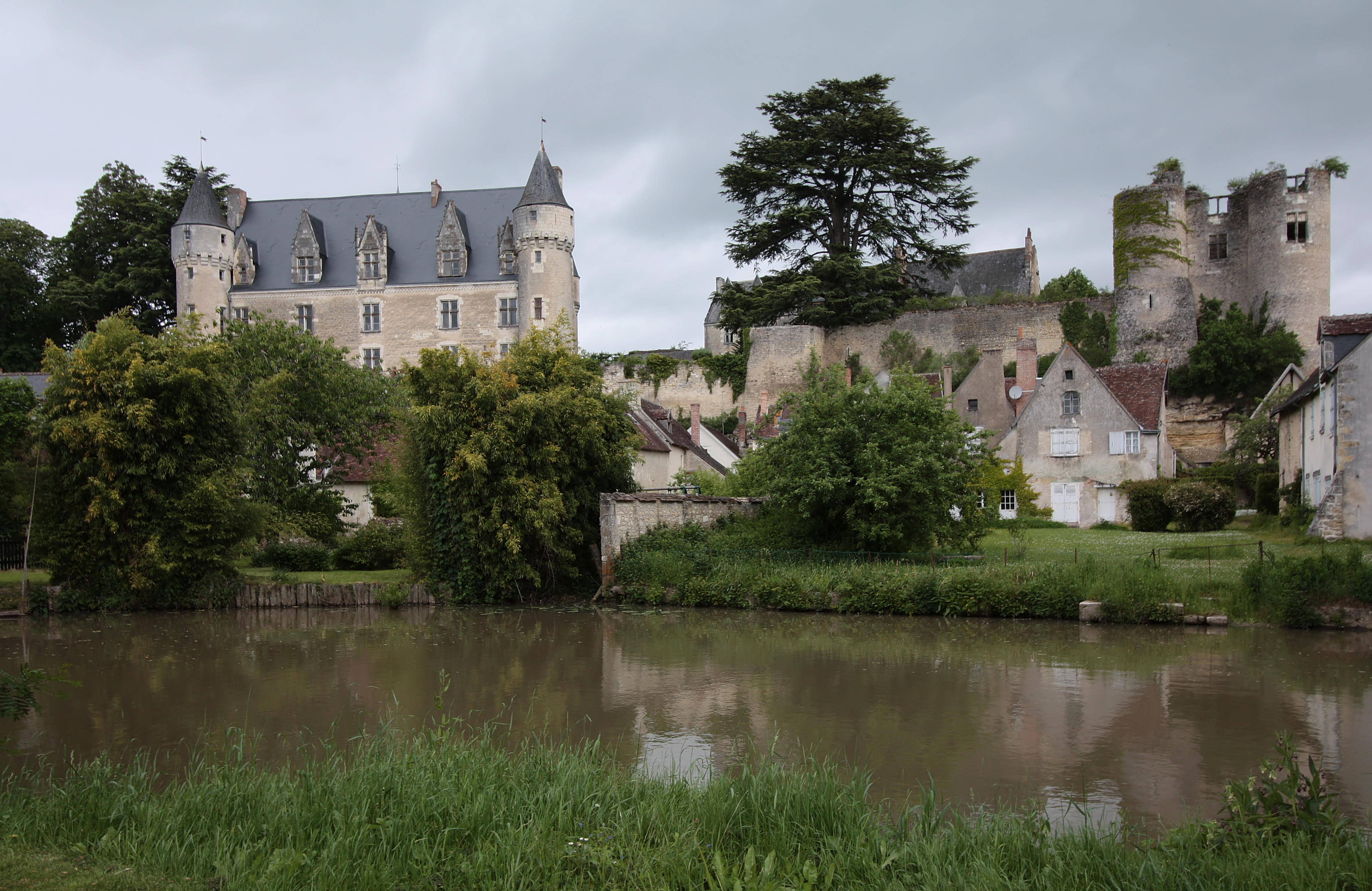
Montrésor

  - Yèvre-le-Châtel (a Yèvre-la-Ville-ben )

### Korzika

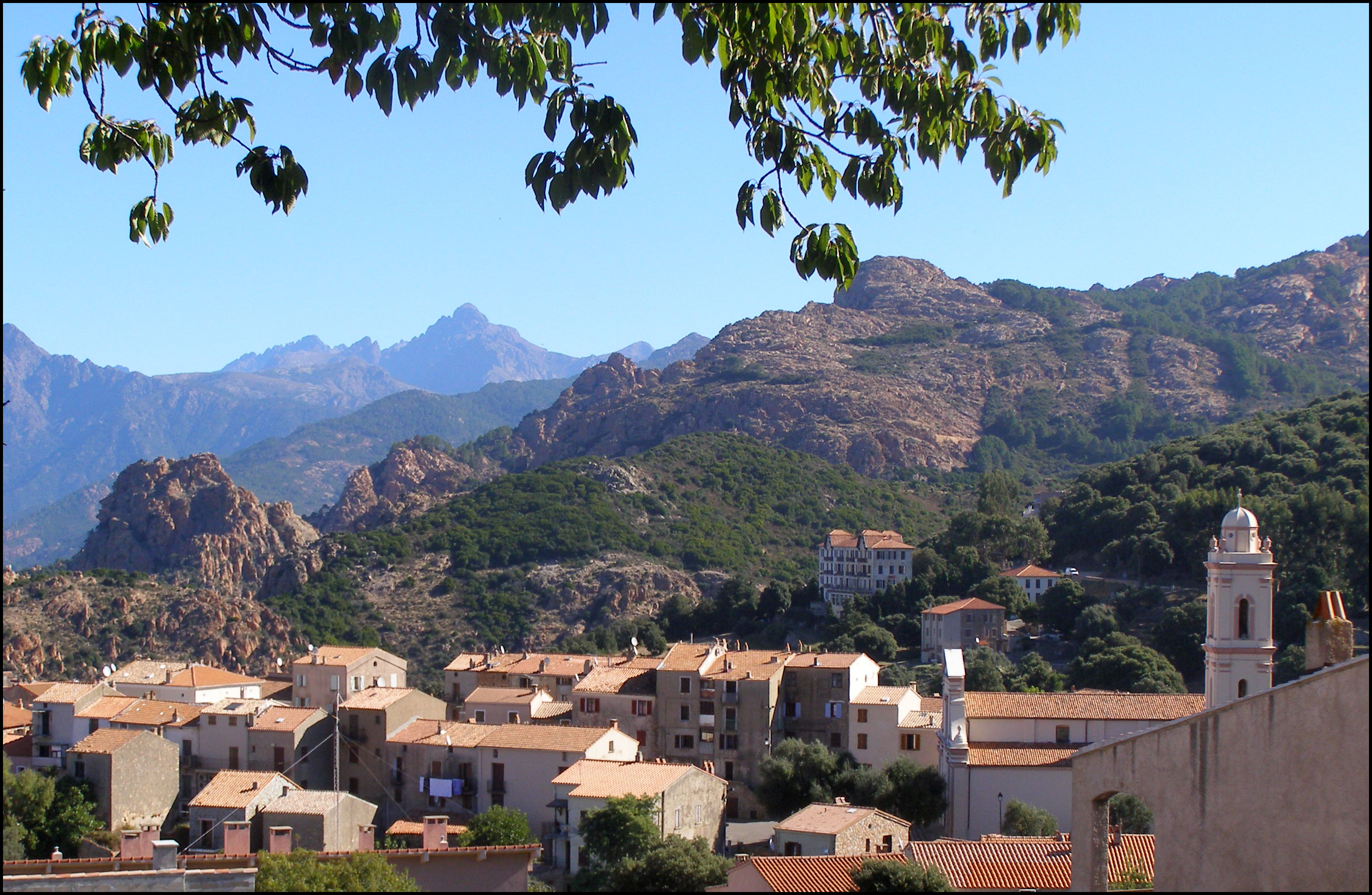
Piana Korzikán

- Corse-du-Sud
  - Piana
- Haute-Corse
  - Sant'Antonino

### Franche-Comté

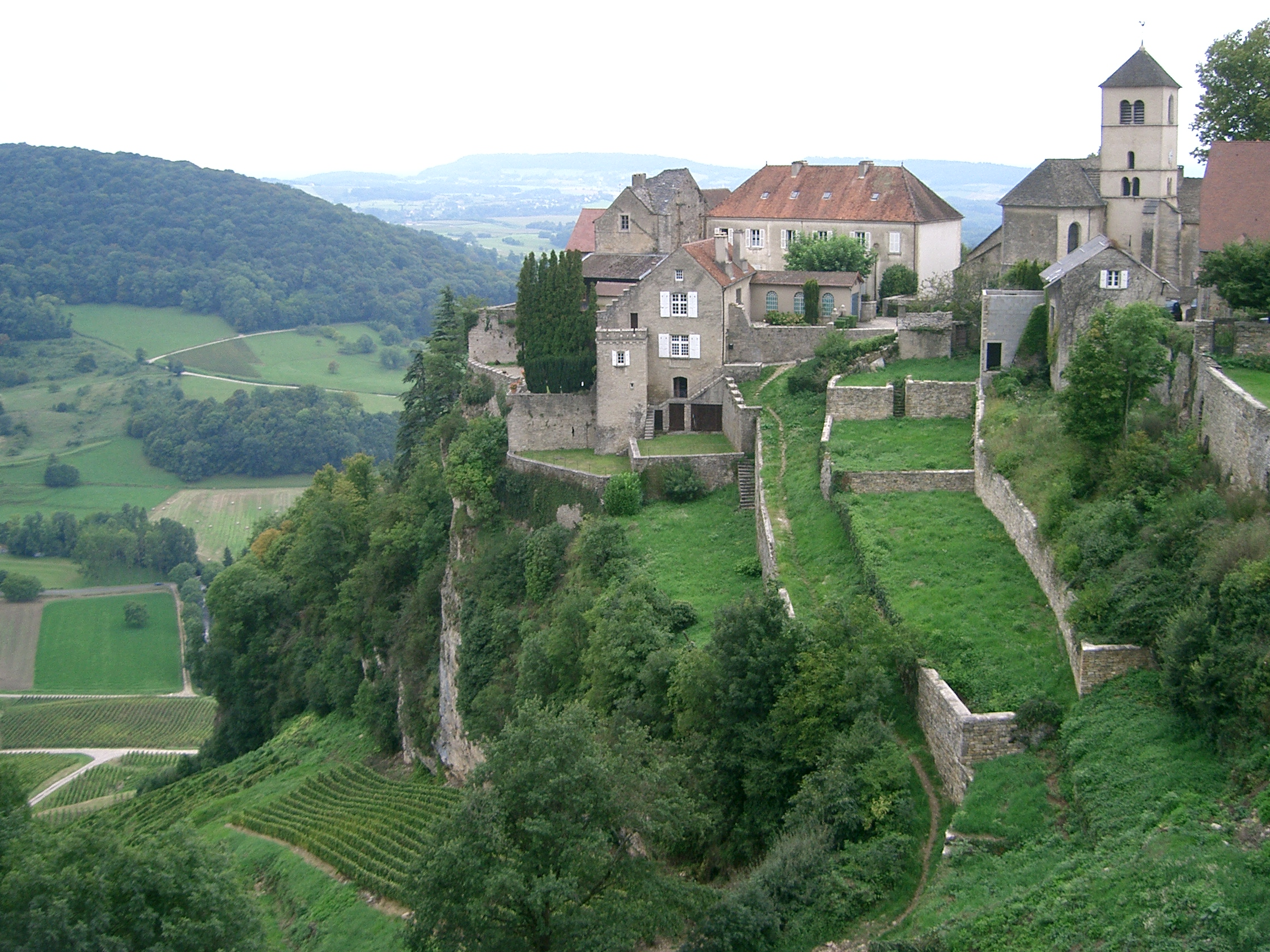
Château-Chalon a Franche-Comté-ban

- Doubs
  - Lods
- Haute-Saône
  - Pesmes
- Jura
  - Baume-les-Messieurs
  - Château-Chalon

### Île-de-France
- Val-d'Oise
  - La Roche-Guyon
  - Barbizon

### Languedoc-Roussillon
- Aude
  - Lagrasse
- Gard
  - Aiguèze
  - La Roque-sur-Cèze
- Hérault
  - Minerve
  - Olargues
  - Saint-Guilhem-le-Désert
- Lozère

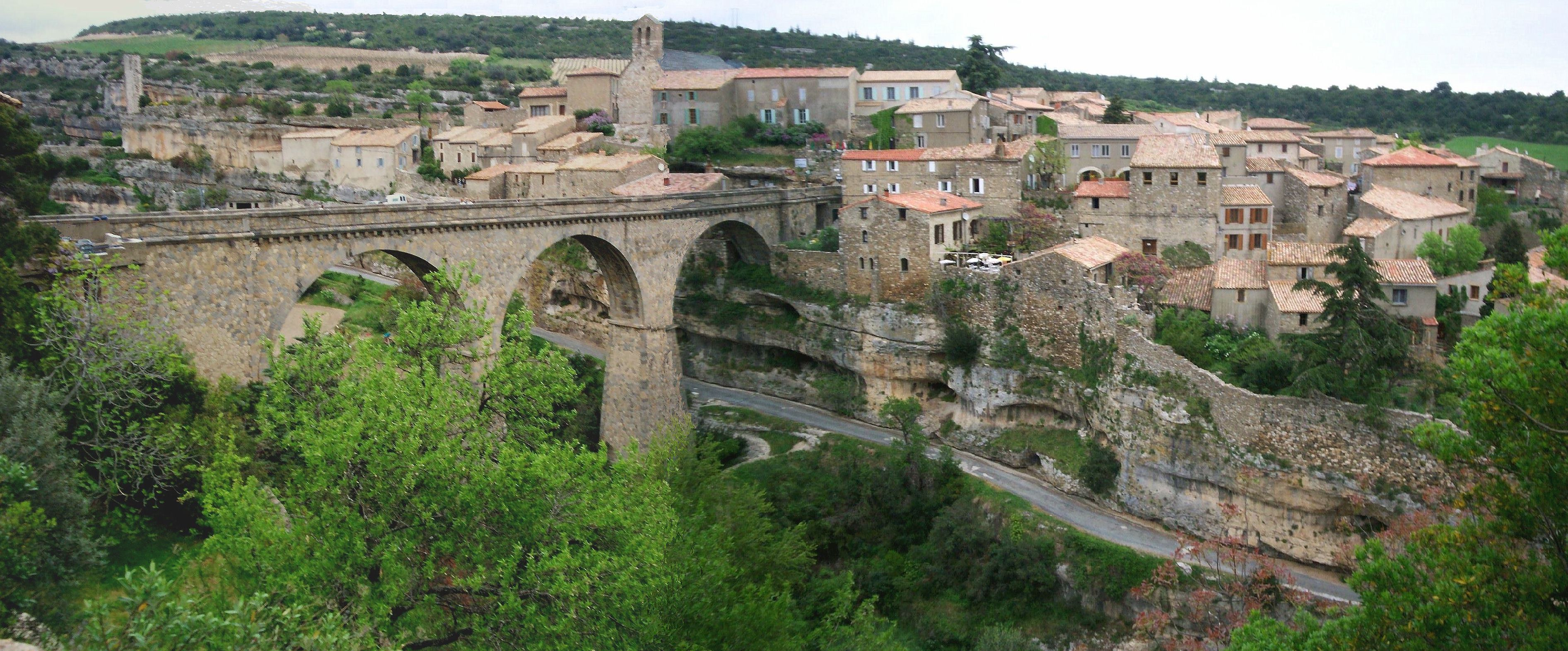
Minerve

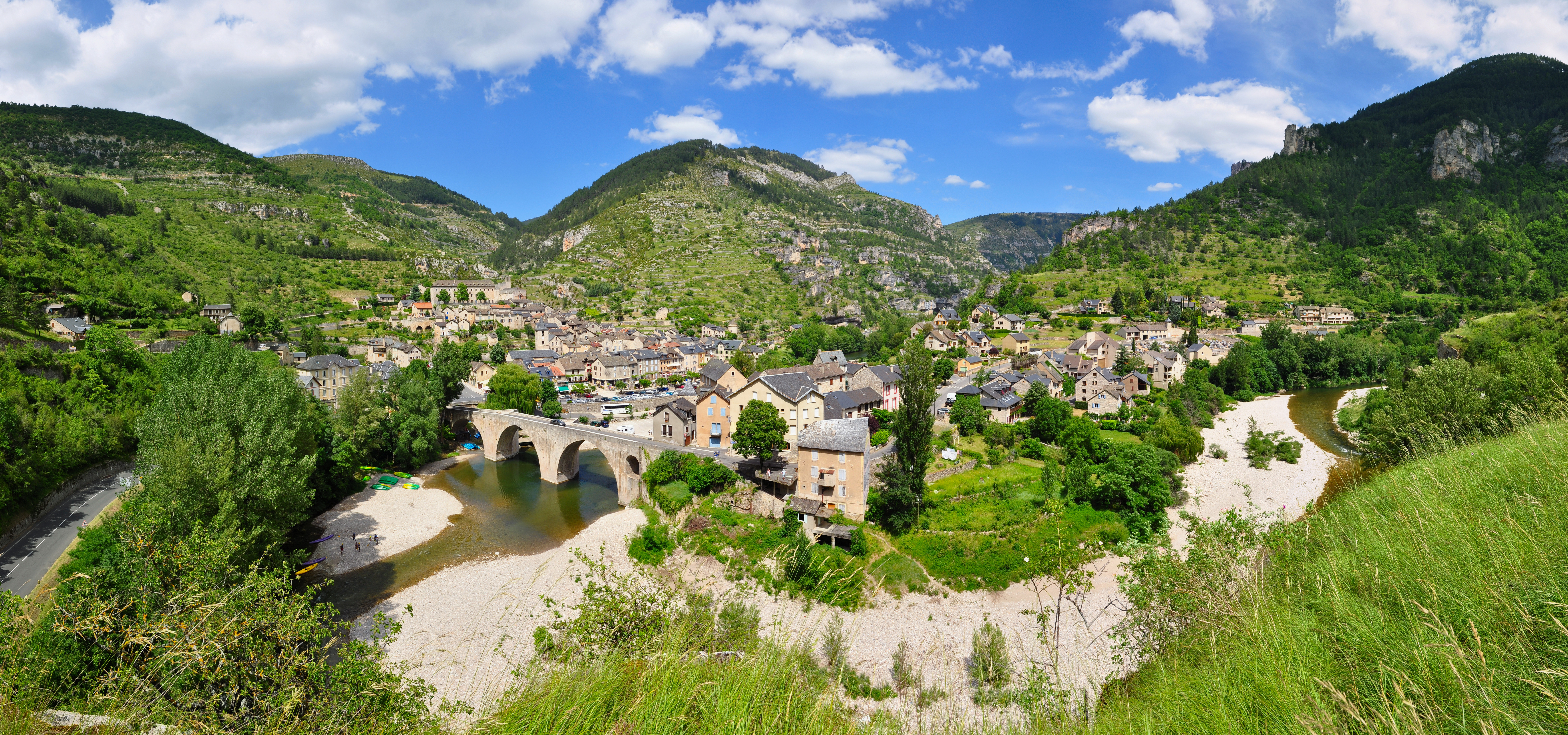
Sainte-Enimie

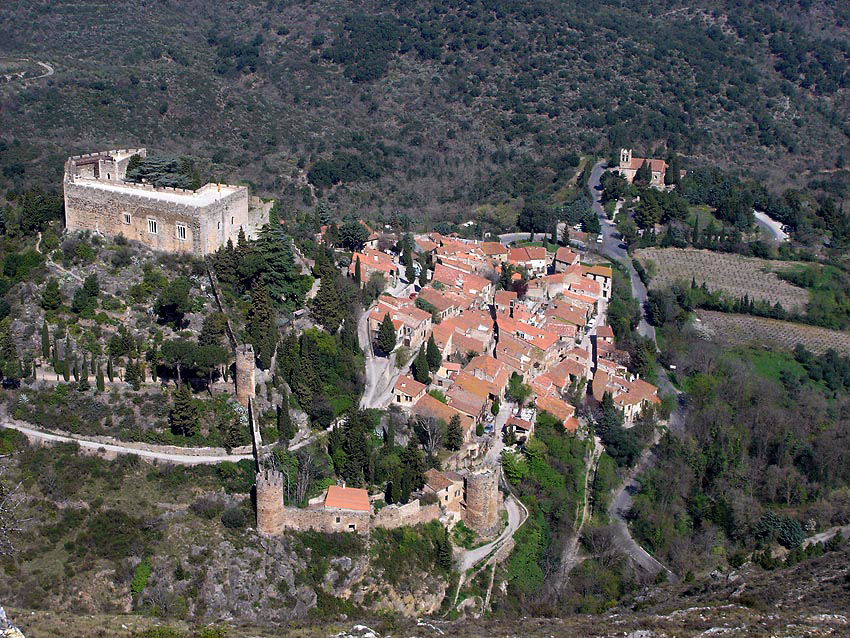
Castelnou Roussillonban

  - La Garde-Guérin ( Prévenchères község )
  - Sainte-Enimie
- Pyrénées-Orientales
  - Castelnou
  - Eus
  - Évol ( Olette-Évol község)
  - Mosset
  - Villefranche-de-Conflent

### Limousin

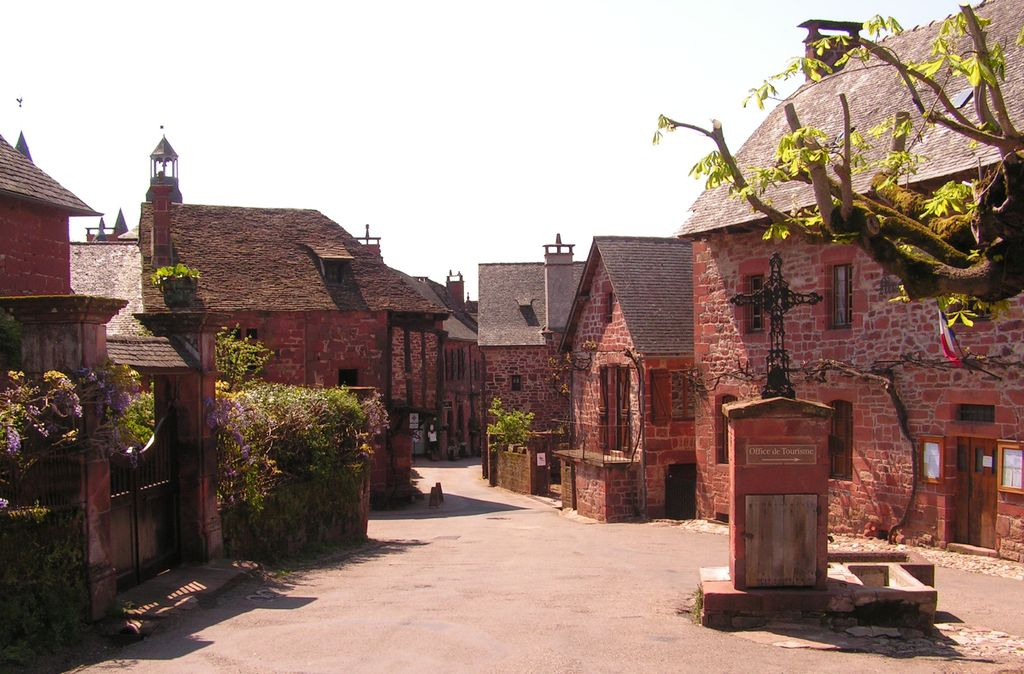
Collonges-la-Rouge

- Corrèze
  - Collonges-la-Rouge
  - Curemonte
  - Saint-Robert
  - Ségur-le-Château
  - Treignac
  - Turenne
- Haute-Vienne
  - Mortemart

### Lotaringia

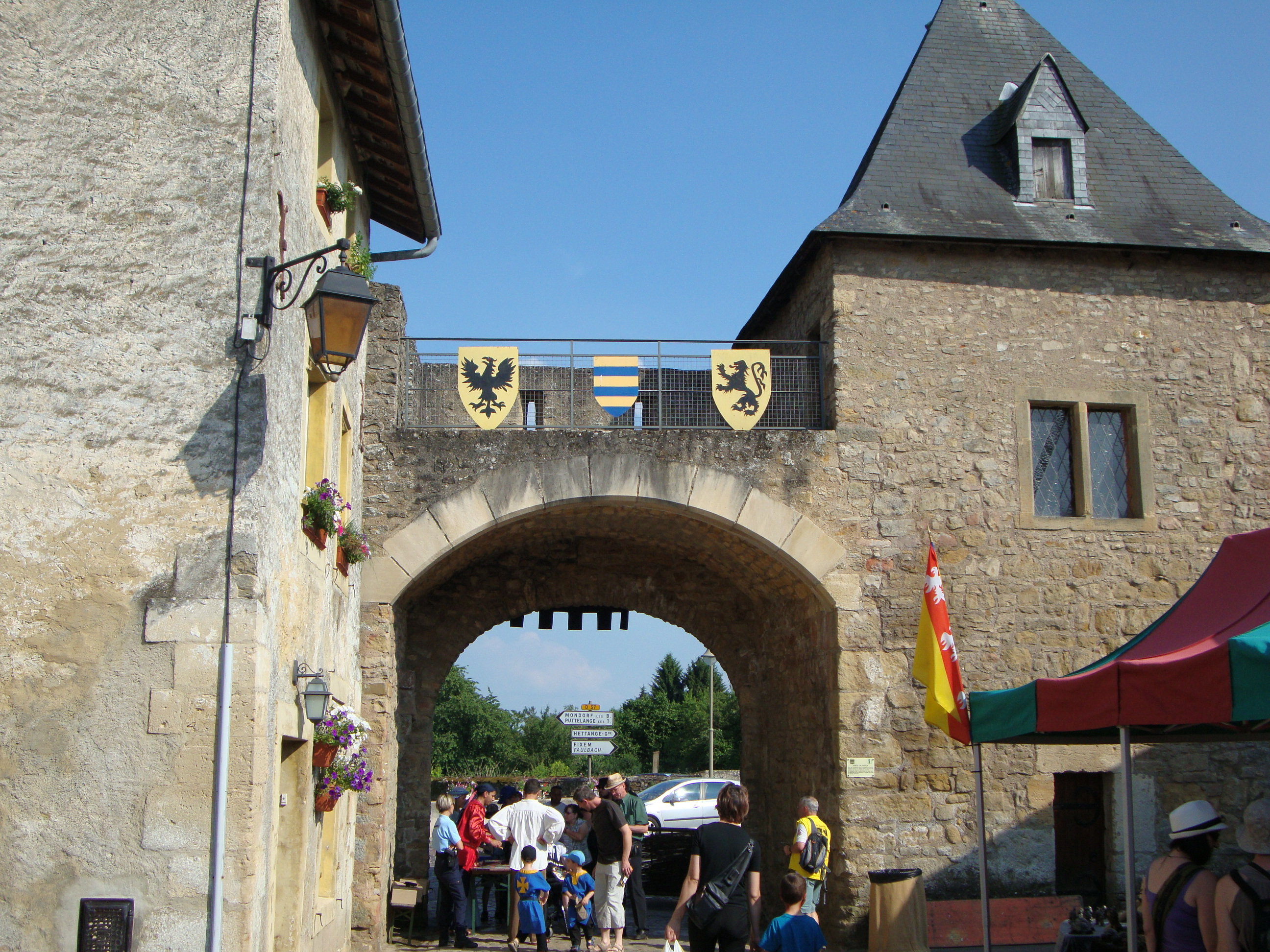
Rodemack középkori kapuja

- Moselle
  - Rodemack
  - Saint-Quirin

### Alsó-Normandia

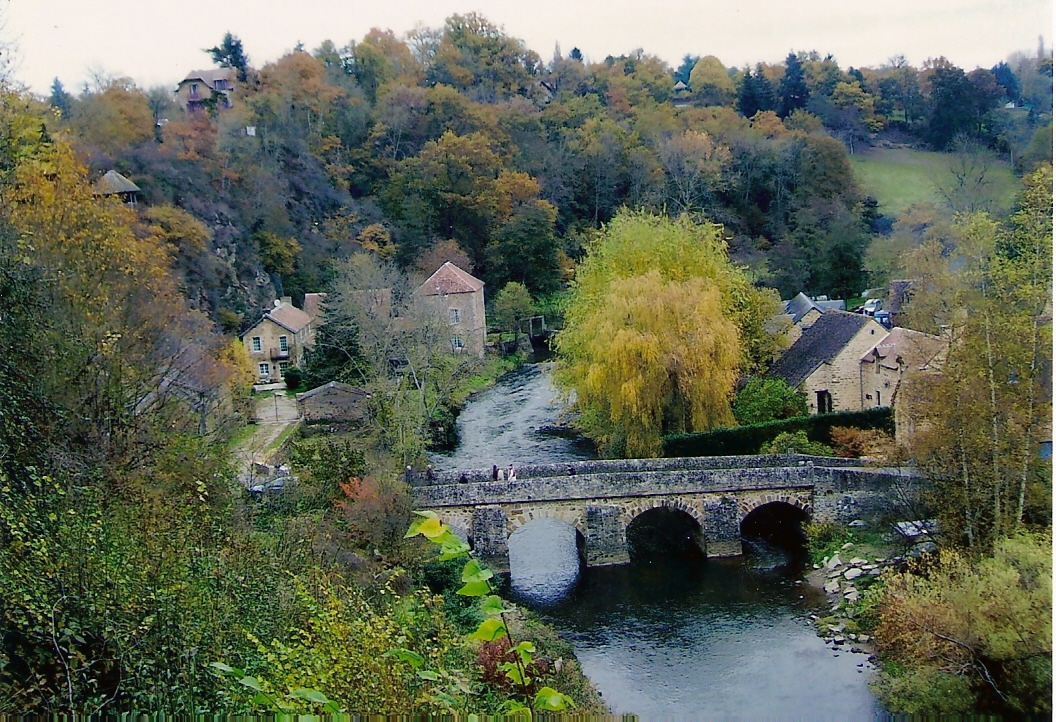
Saint-Céneri-le-Gérei

- Calvados
  - Beuvron-en-Auge
- Manche
  - Barfleur
- Orne
  - Saint-Céneri-le-Gérei

### Midi-Pyrénées

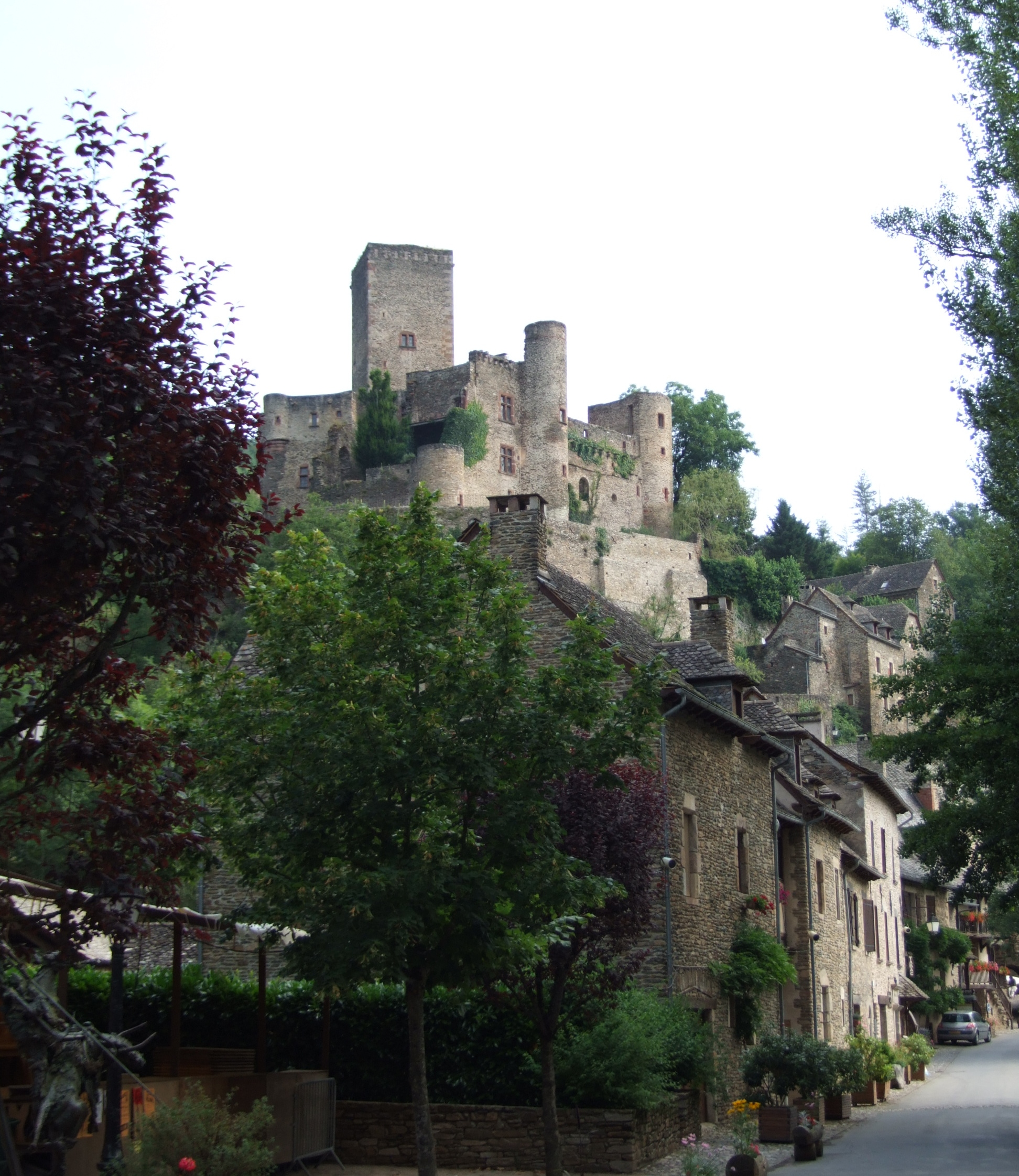
Belcastel

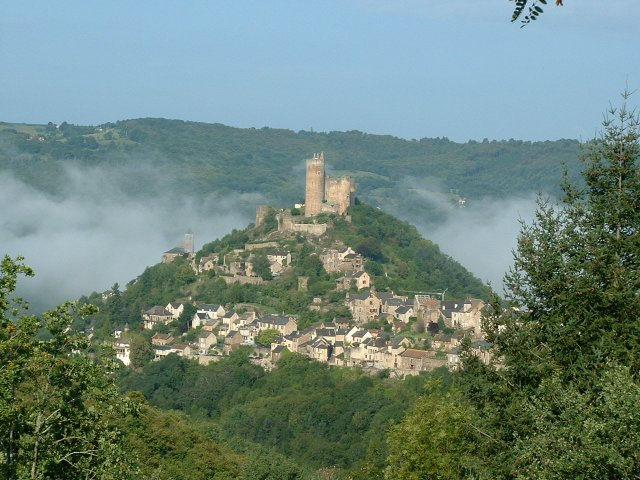
Najac

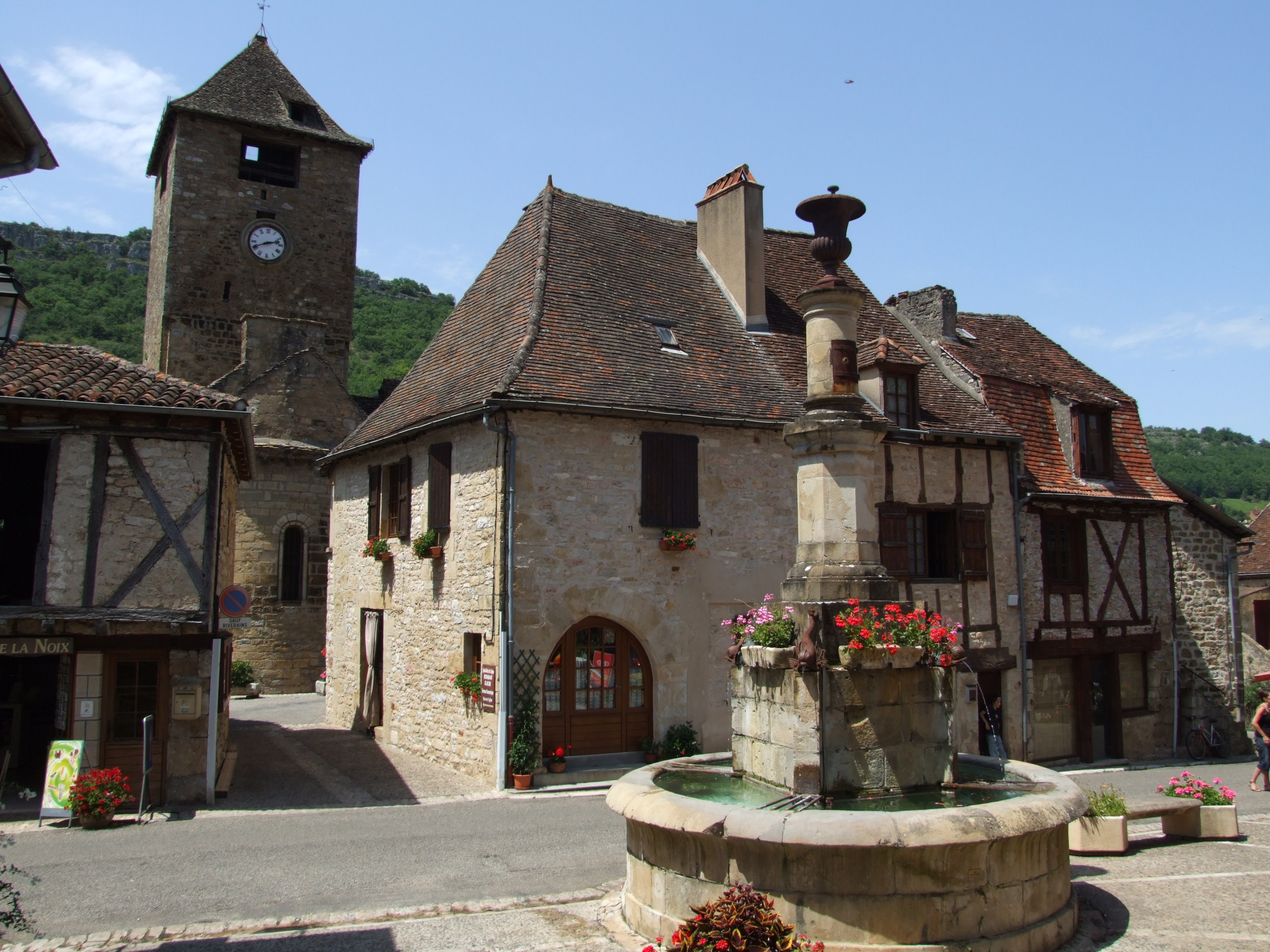
Autoire

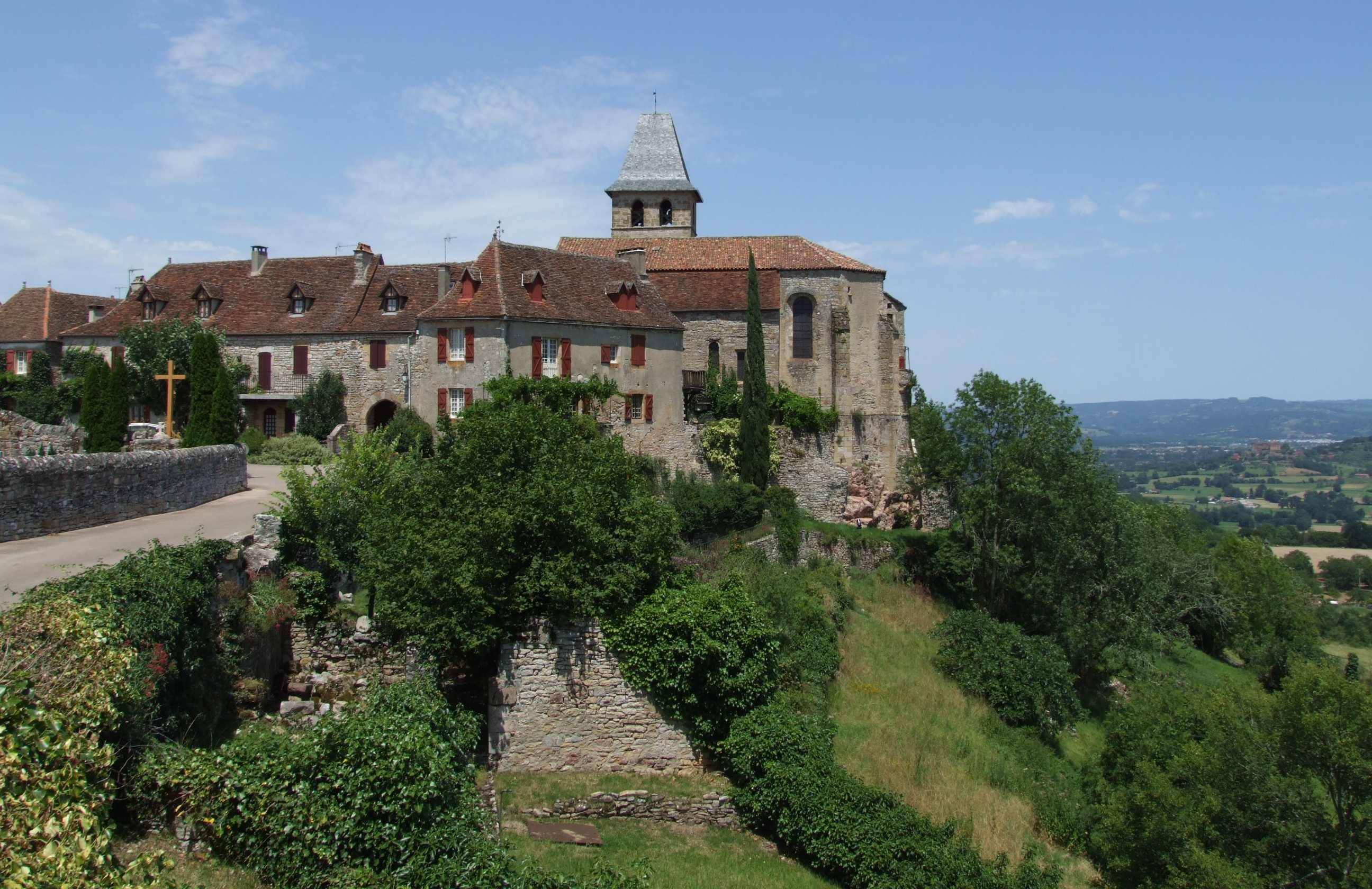
Loubressac

- Ariège
  - Camon
  - Saint-Lizier
- Aveyron
  - Belcastel
  - Brousse-le-Château
  - Conques
  - La Couvertoirade
  - Estaing
  - Najac
  - Peyre ( Comprégnac község)
  - Saint-come-d'Olt
  - Sainte-Eulalie-d'Olt
  - Sauveterre-de-Rouergue
- Haute-Garonne
  - Saint-Bertrand-de-Comminges
- Gers
  - Fourcès
  - Larressingle
  - Montréal-du-Gers
  - Sarrant
- Lot
  - Autoire
  - Capdenac
  - Cardaillac
  - Carennac
  - Loubressac
  - Saint-Cirq-Lapopie
- Tarn
  - Castelnau-de-Montmiral
  - Lautrec
  - Monestiés
  - Puycelci-Grésigne
- Tarn-et-Garonne
  - Auvillar
  - Bruniquel
  - Lauzerte

### Pays de la Loire

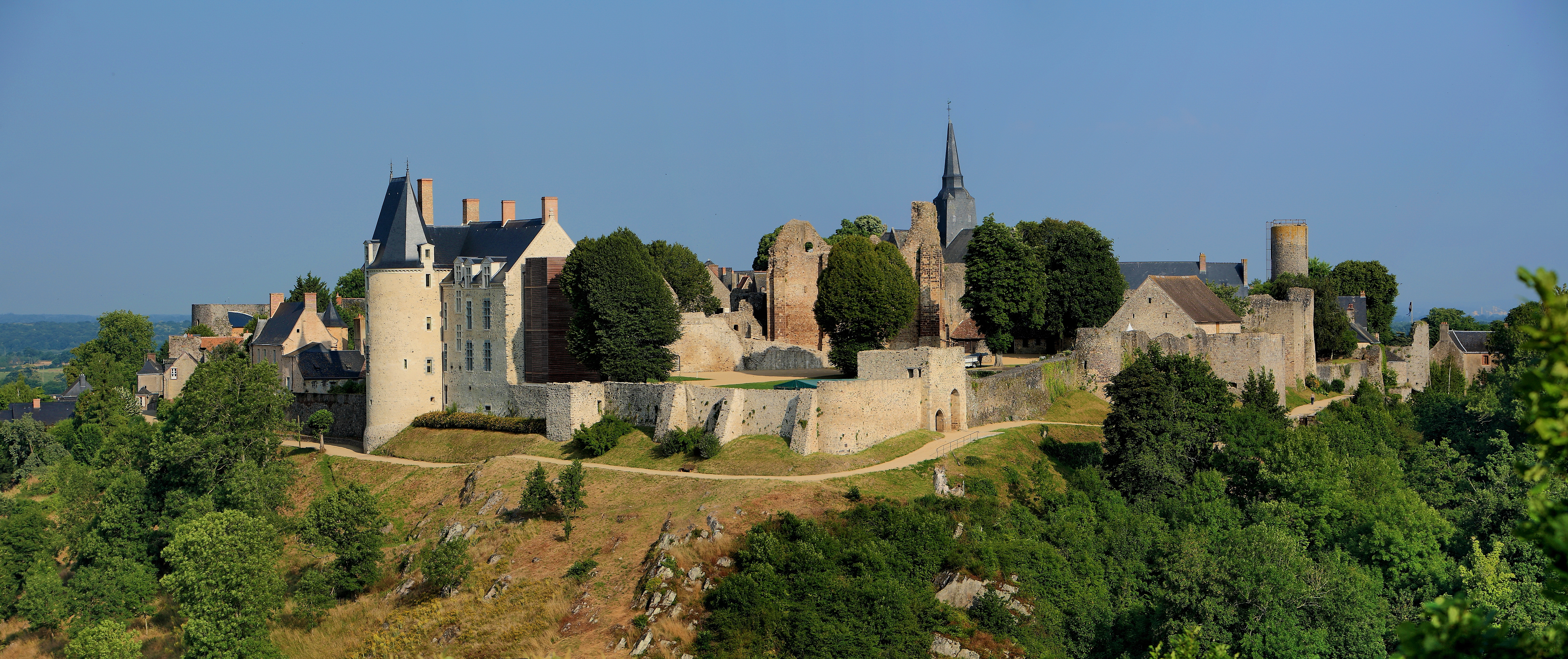
Sainte-Suzanne, Mayenne

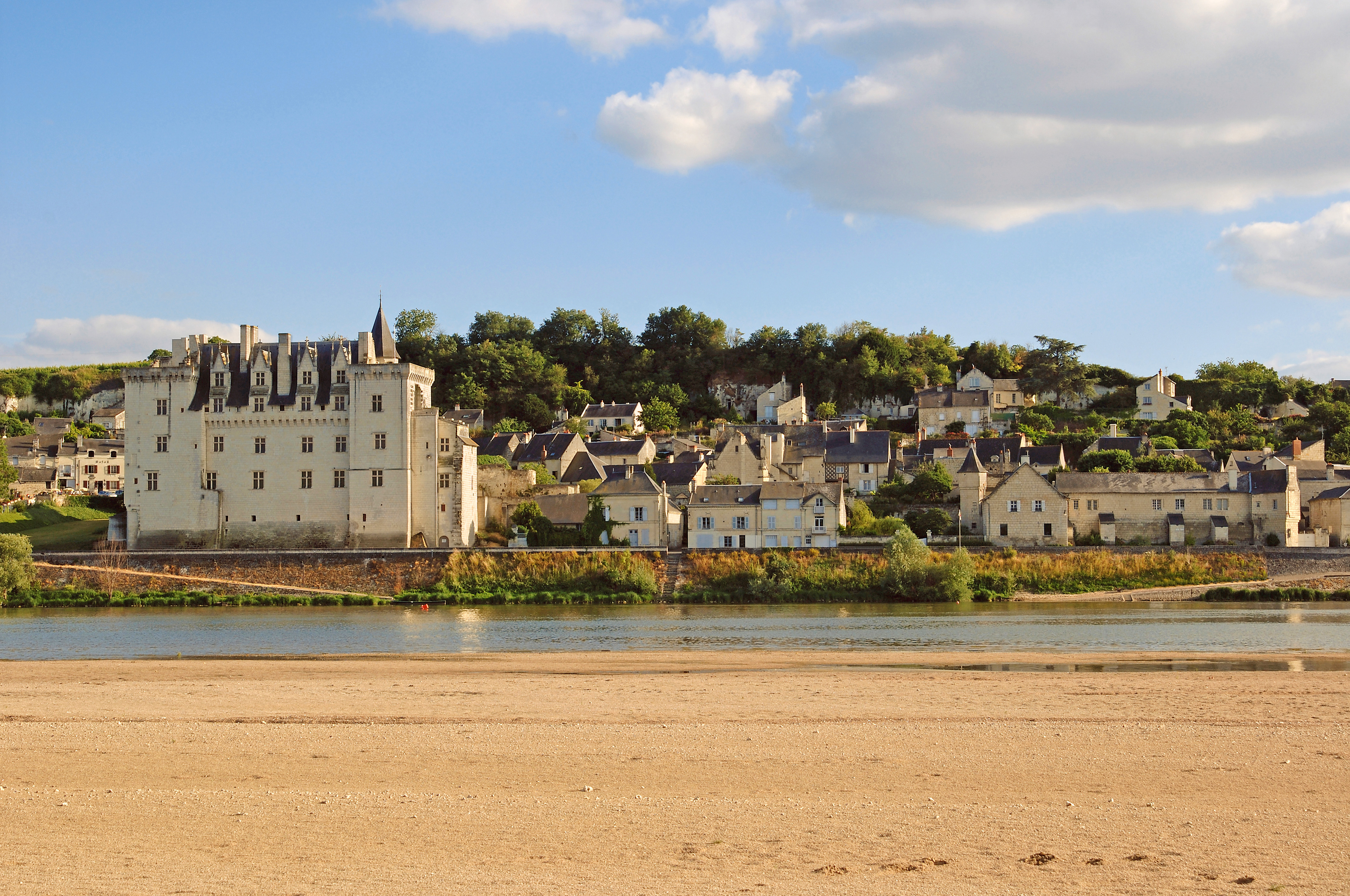
Montsoreau, Maine-et-Loire

- Montsoreau, Maine-et-Loire  Maine-et-Loire
  - Montsoreau
- Mayenne
  - Sainte-Suzanne, Mayenne
- Vendée
  - Vouvant

### Pikárdia

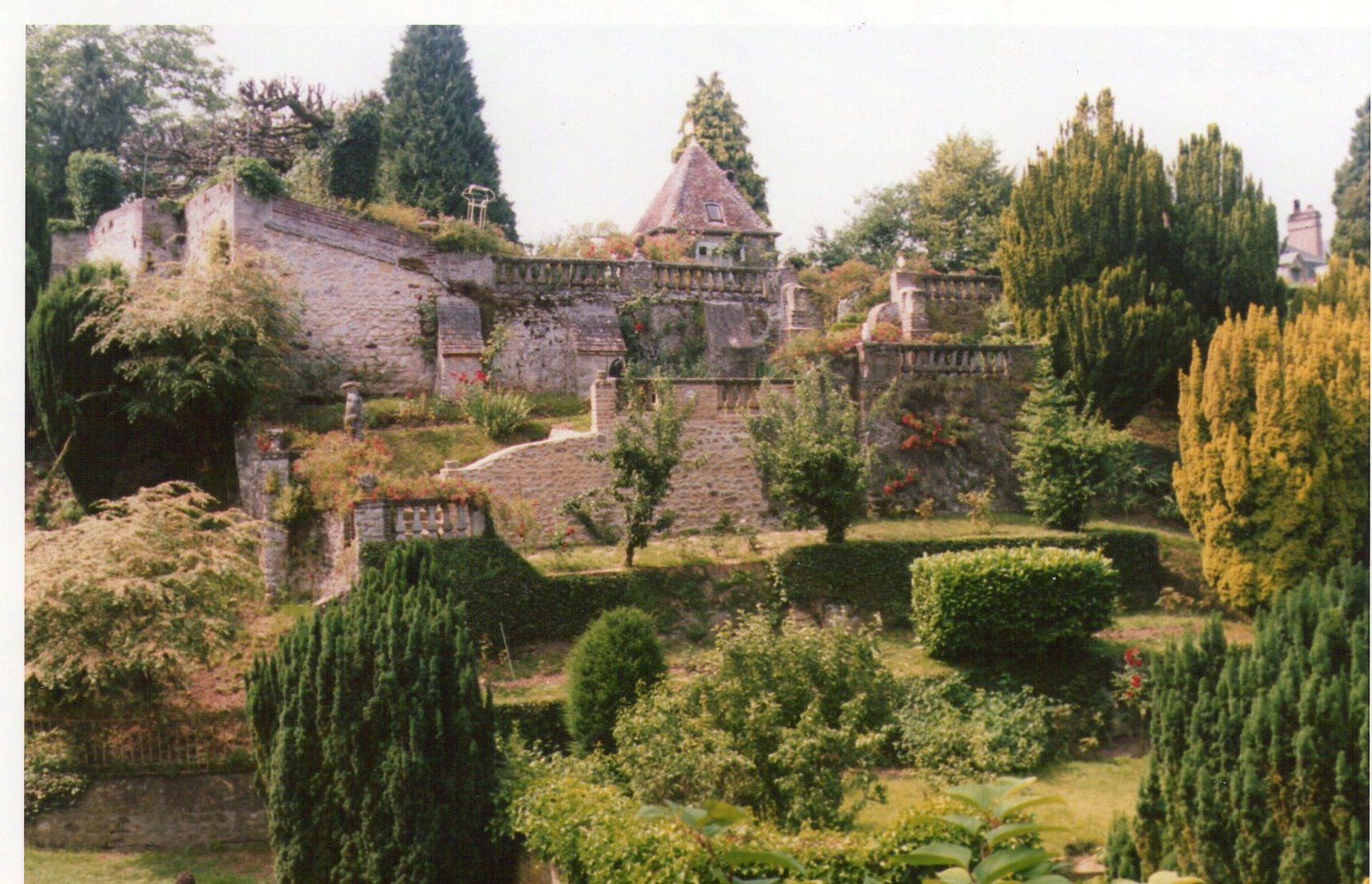
Gerberoy

- Aisne
  - Parfondeval
- Oise
  - Gerberoy

### Poitou-Charentes

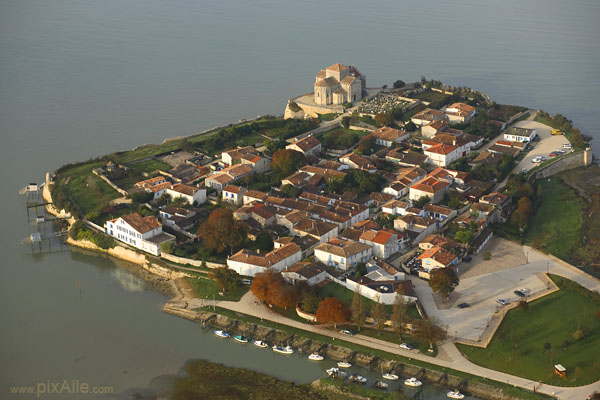
Talmont-sur-Gironde

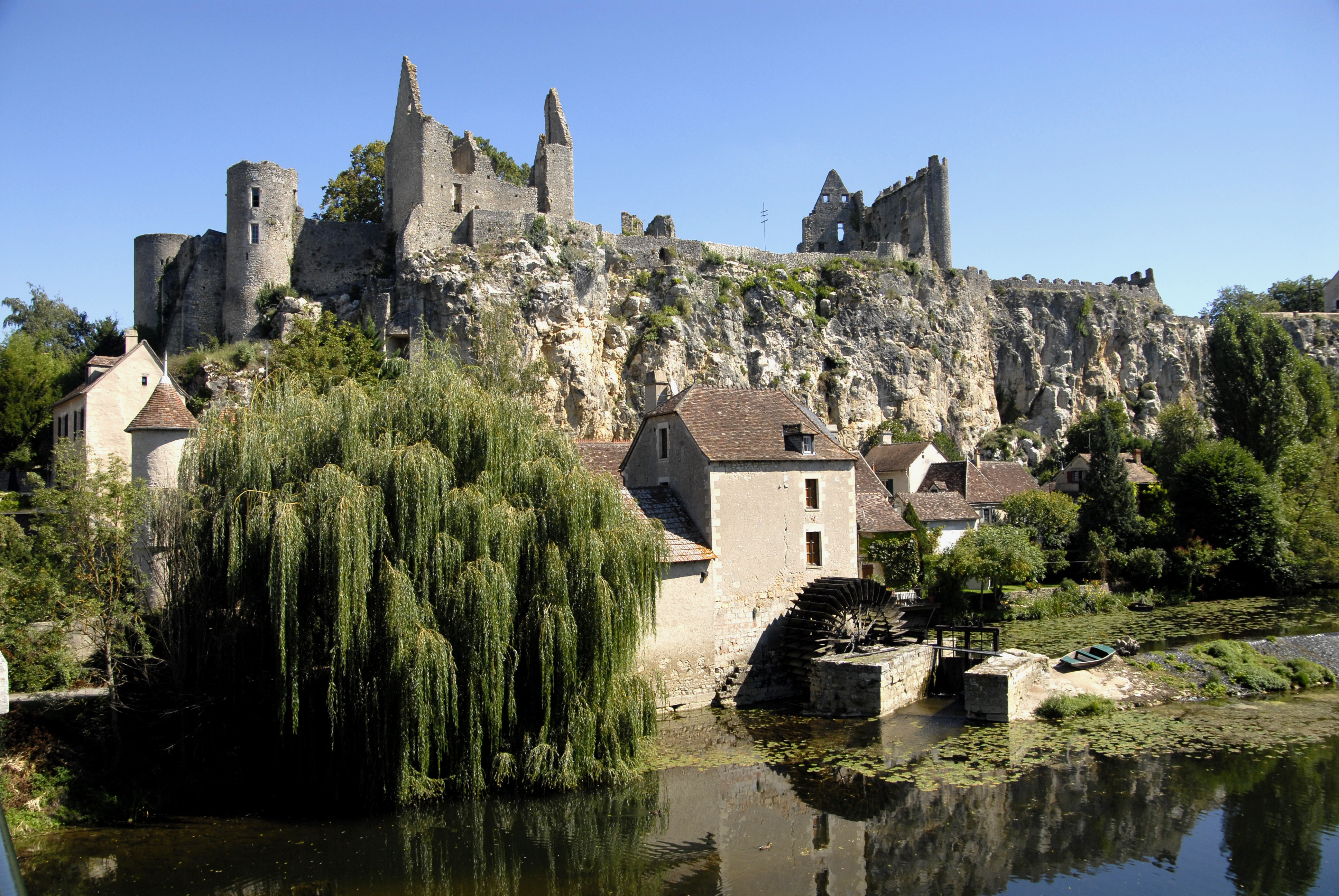
Angles-sur-l'Anglin

- Charente
  - Aubeterre-sur-Dronne
- Charente-Maritime
  - Ars-en-Ré
  - La Flotte-en-Ré
  - Mornac-sur-Seudre
  - Talmont-sur-Gironde
- Deux-Sèvres
  - Coulon
- Vienne
  - Angles-sur-l'Anglin

### Provence-Alpes-Côte d'Azur

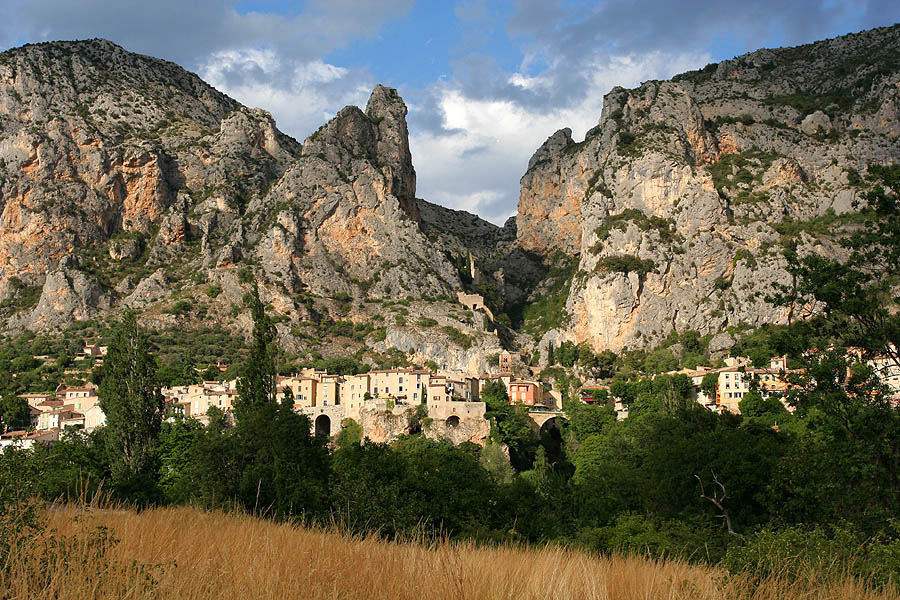
Moustiers-Sainte-Marie

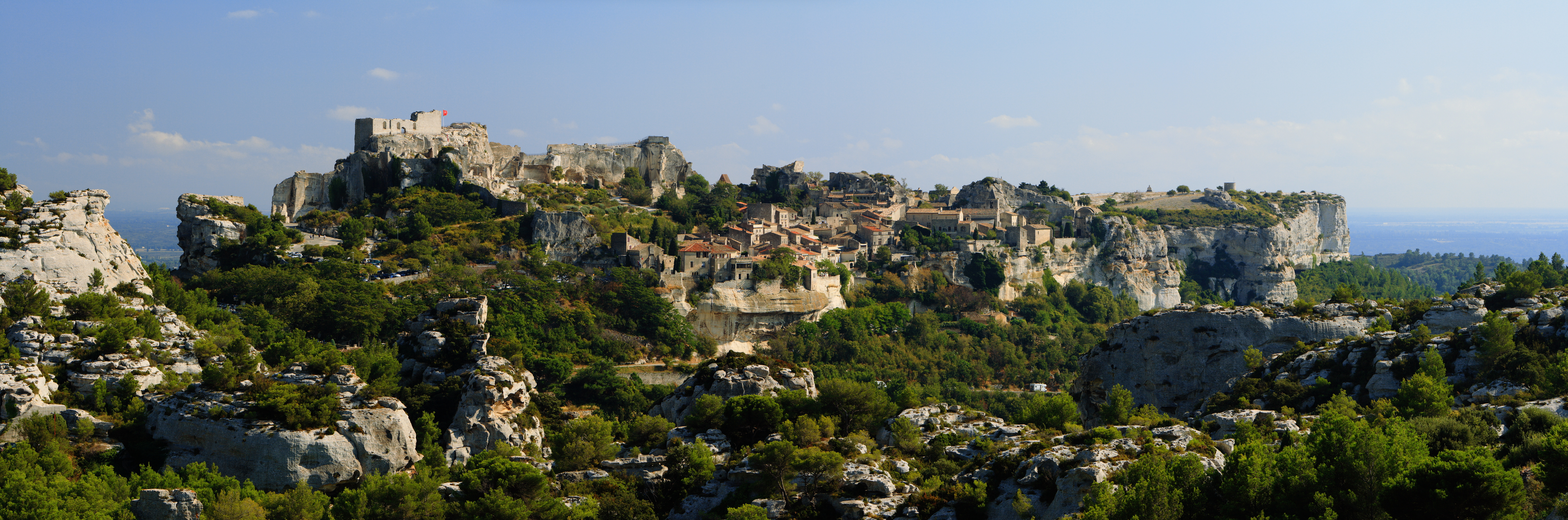
Les Baux-de-Provence

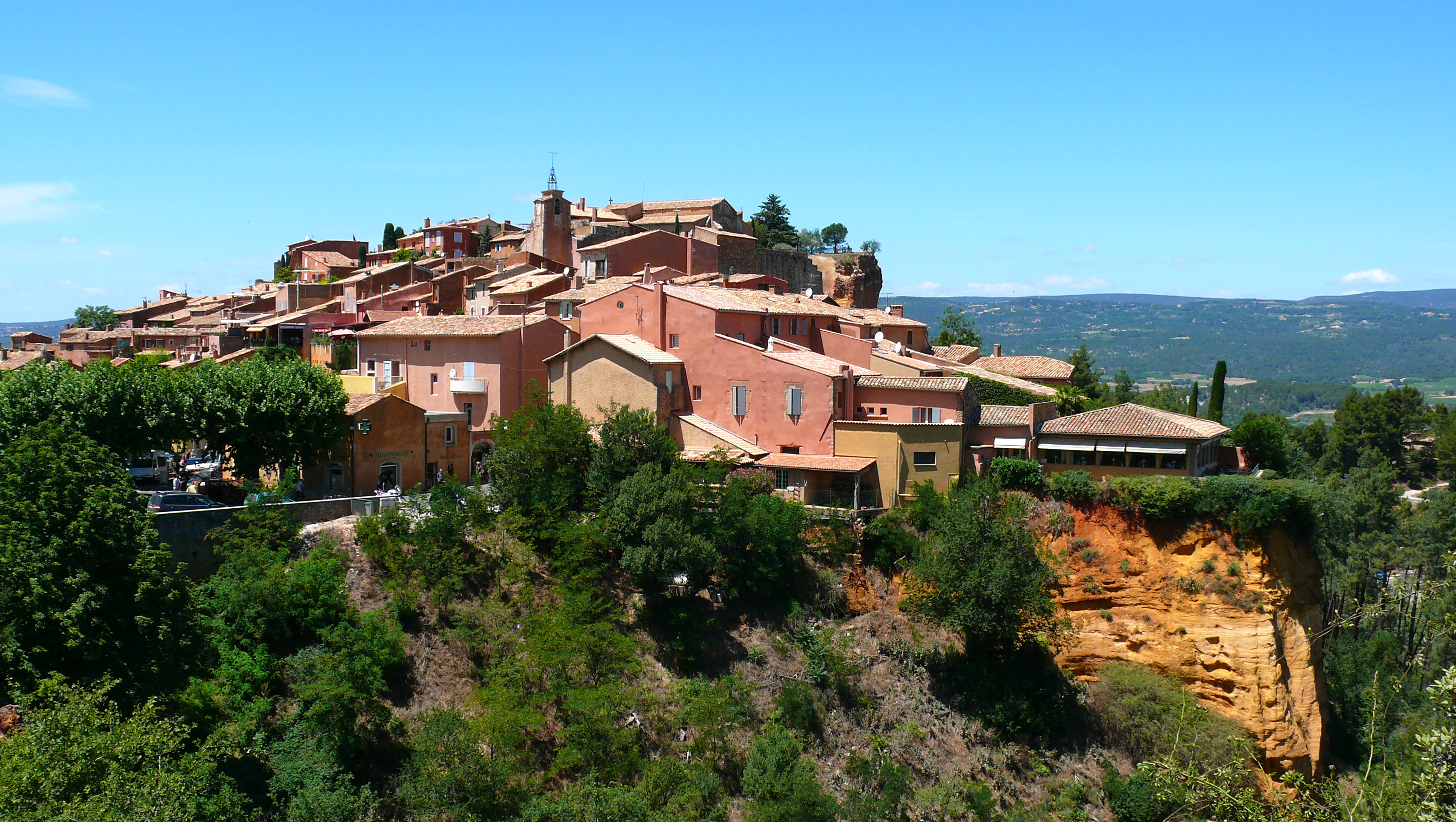
Roussillon

- Alpes-de-Haute-Provence
  - Moustiers-Sainte-Marie
- Alpes-Maritimes
  - Coaraze
  - Gourdon
  - Sainte-Agnès
- Bouches-du-Rhône
  - Les Baux-de-Provence
- Hautes-Alpes
  - La Grave-la-Meije
  - Saint-Veran
- Var
  - Bargème
  - Gassin
  - Seillans
  - Tourtour
- Vaucluse
  - Ansouis
  - Gordes
  - Lourmarin
  - Ménerbes
  - Roussillon
  - Séguret
  - Venasque

### Rhône-Alpes

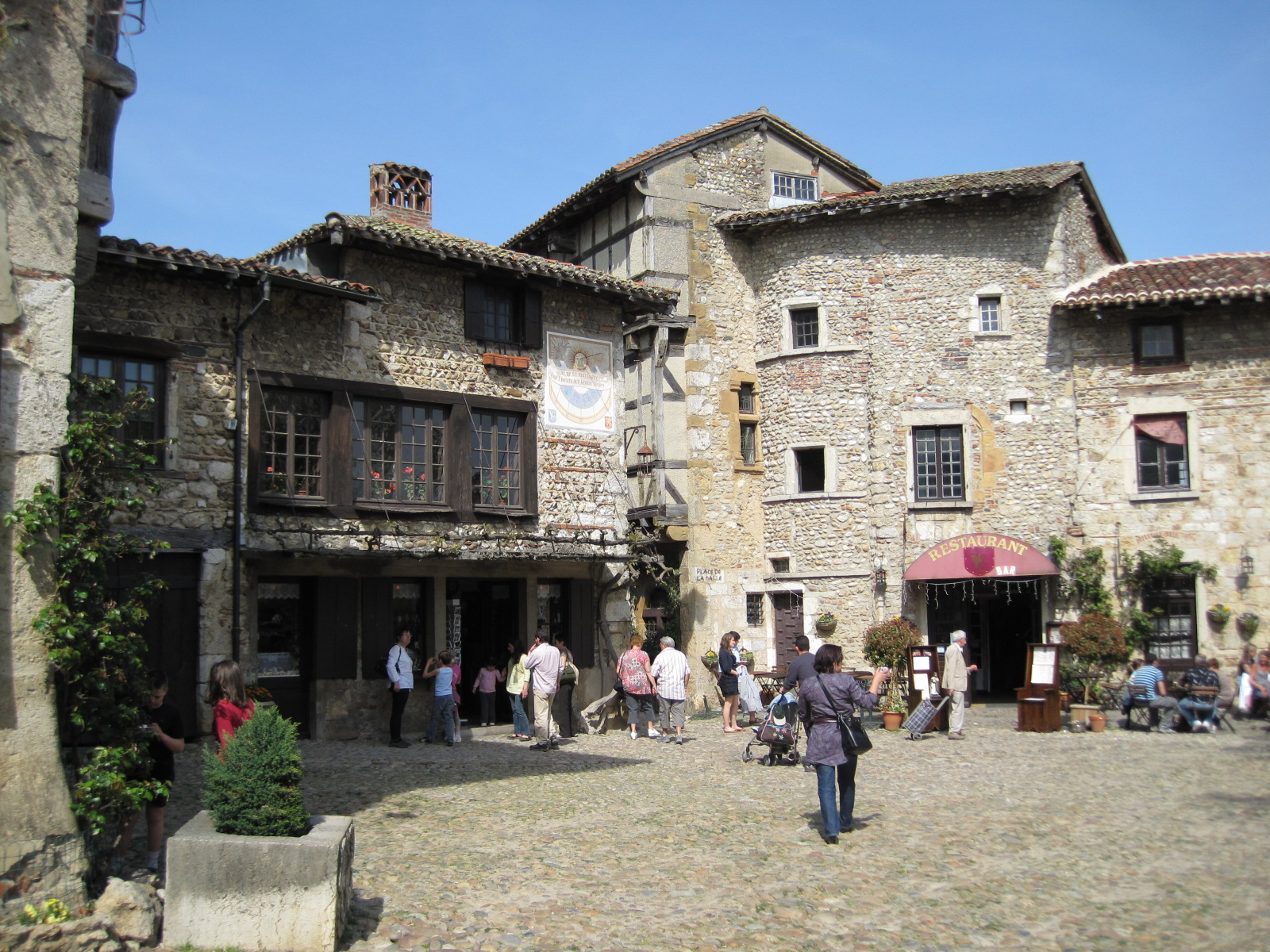
Perouges

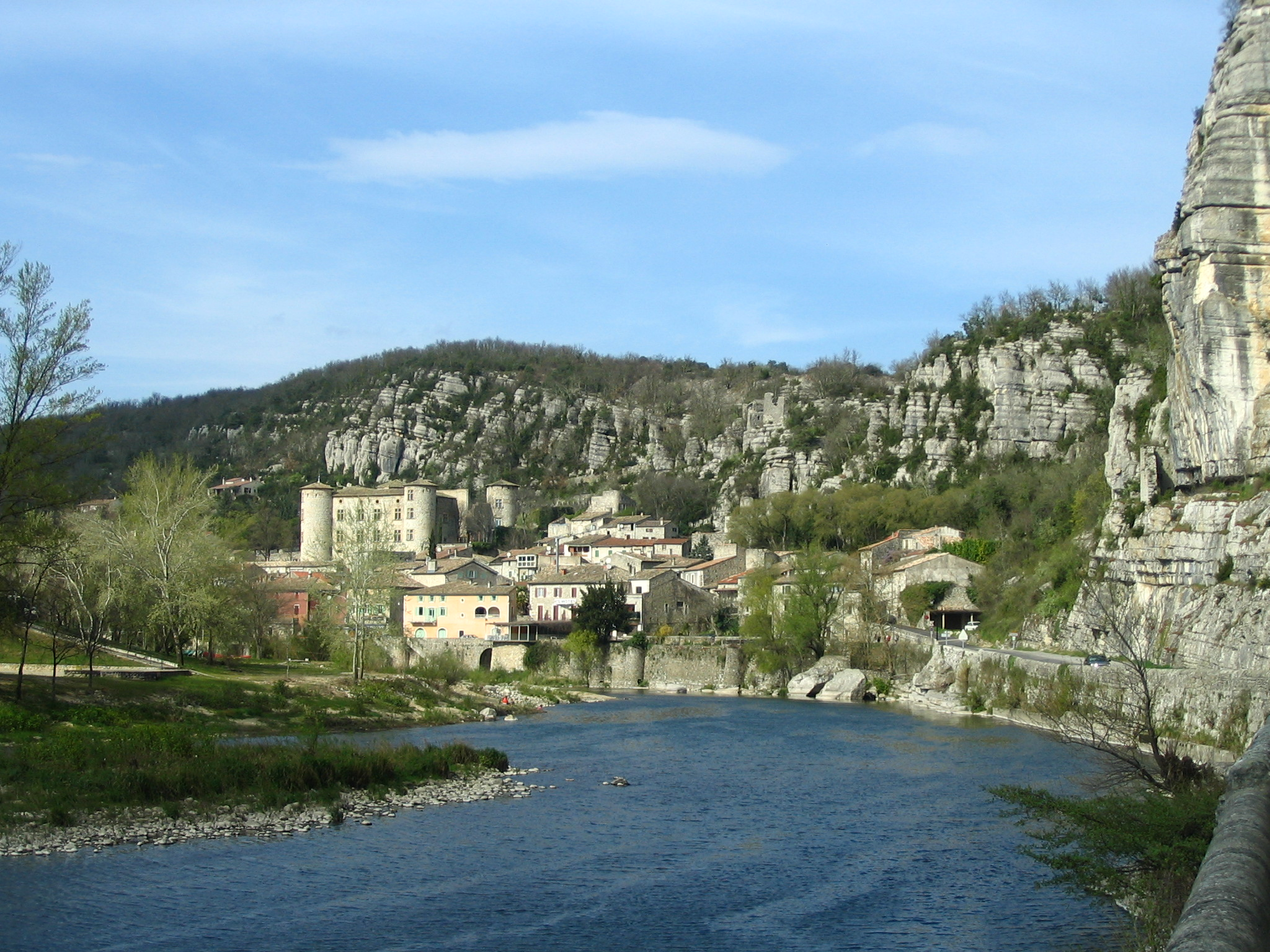
Vogüé és az Ardèche- folyó

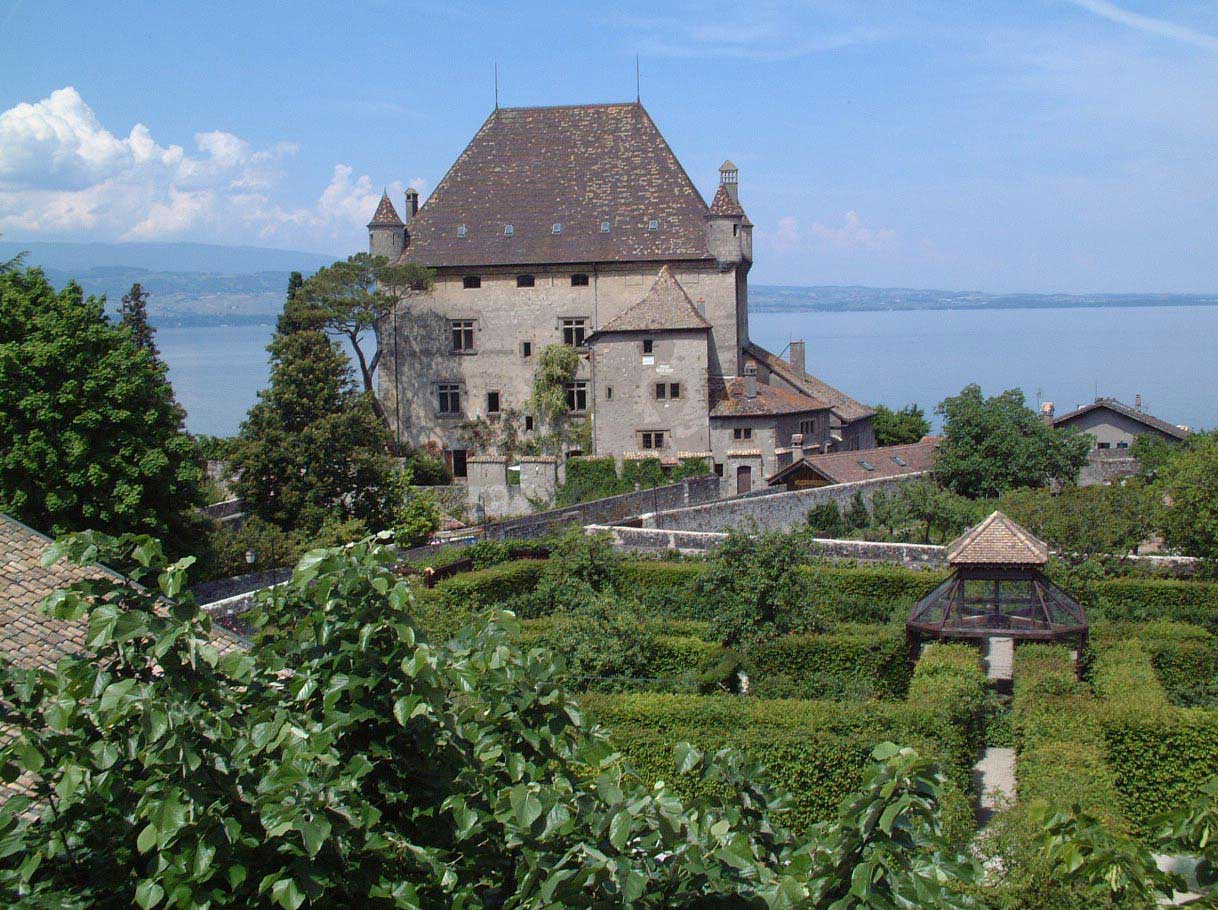
Yvoire és a Genfi-tó

- Ain
  - Perouges
- Ardèche
  - Balazuc
  - Divat
- Drôme
  - La Garde-Adhémar
  - Mirmande
  - Montbrun-les-Bains
  - Le Poët-Laval
- Haute-Savoie
  - Sixt-Fer-à-Cheval
  - Yvoire
- Isère
  - Saint-Antoine-l'Abbaye
- Loire
  - Sainte-Croix-en-Jarez
- Rhône
  - Oingt
- Savoie
  - Bonneval-sur-Arc

### Felső-Normandia

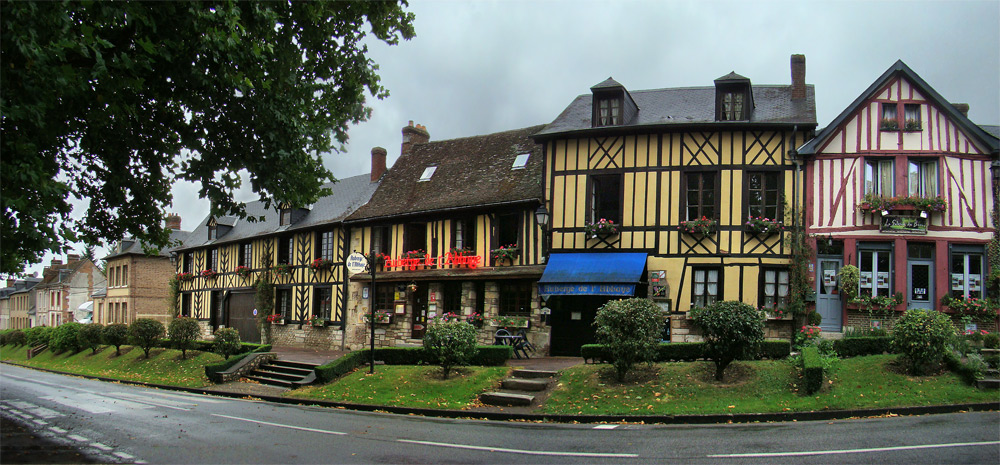
Le Bec-Hellouin

- Eure
  - Le Bec-Hellouin
  - Lyons-la-Foret

### Tengerentúli megyék és területek
- Réunion
  - Hell-Bourg ( Salazie község)

## Külső linkek
- Az egyesület honlapja (francia nyelven)

## Fordítás
- Ez a szócikk részben vagy egészben  a   Les Plus Beaux Villages de France című angol Wikipédia-szócikk fordításán alapul.  Az eredeti cikk szerkesztőit annak laptörténete sorolja fel. Ez a jelzés csupán a megfogalmazás eredetét és a szerzői jogokat jelzi, nem szolgál a cikkben szereplő információk forrásmegjelöléseként.